# Flore de Djibouti

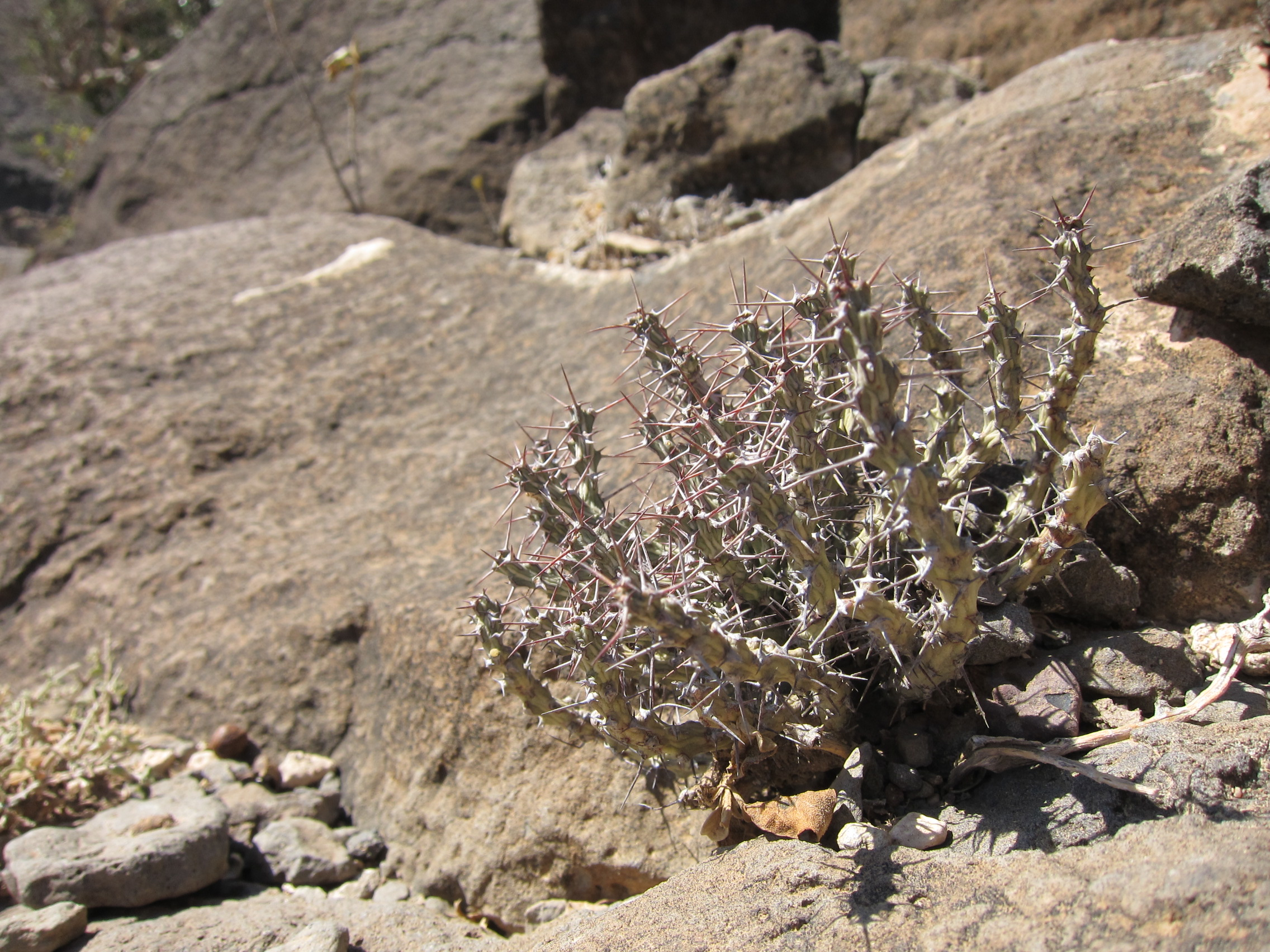
Euphorbia godana (Euphorbiaceae), une espèce endémique de Djibouti.

La flore de Djibouti est composée de 783 espèces indigènes.
Cette flore possède des affinités phytogéographiques notamment avec la flore d'Arabie, de Somalie, d’Éthiopie mais également méditerranéenne, avec des espèces comme Helianthemum stipulatum.
La flore de Djibouti est encore assez mal connue et de nouvelles espèces  sont encore régulièrement découvertes sur ce territoire, comme ce fut le cas avec des espèces d'aloès en 2007. D'autres espèces sont encore à découvrir et à décrire comme Caralluma oubronii nom. prov. qui fut récolté près d'Arta en 1978 par John Lavranos et Len Newton.
De nombreuses espèces et de nombreux milieux naturels de ce pays sont notamment menacés par le changement climatique et le sur-pâturage. Les espèces végétales endémiques et menacées d’extinctions sont notamment protégées par la législation nationale . Djibouti comprend actuellement 11 espèces endémiques,,,,,: Aloe ericahenriettae, Caralluma mireillae, Cynoglossopsis somaliensis, Echidnopsis hirsuta, Euphorbia amicorum, Euphorbia godana, Matthiola puntensis, Phagnalon lavranosii, Polygala goudahensis, Taverniera oligantha et Volutaria djiboutensis. Une meilleure connaissance de la flore de la Corne de l'Afrique permettra probablement de mieux définir le statut de certaines espèces, comme pour Aloe djiboutiensis qui fut récolté à Djibouti avant d'être découvert récemment en Érythrée voisine.

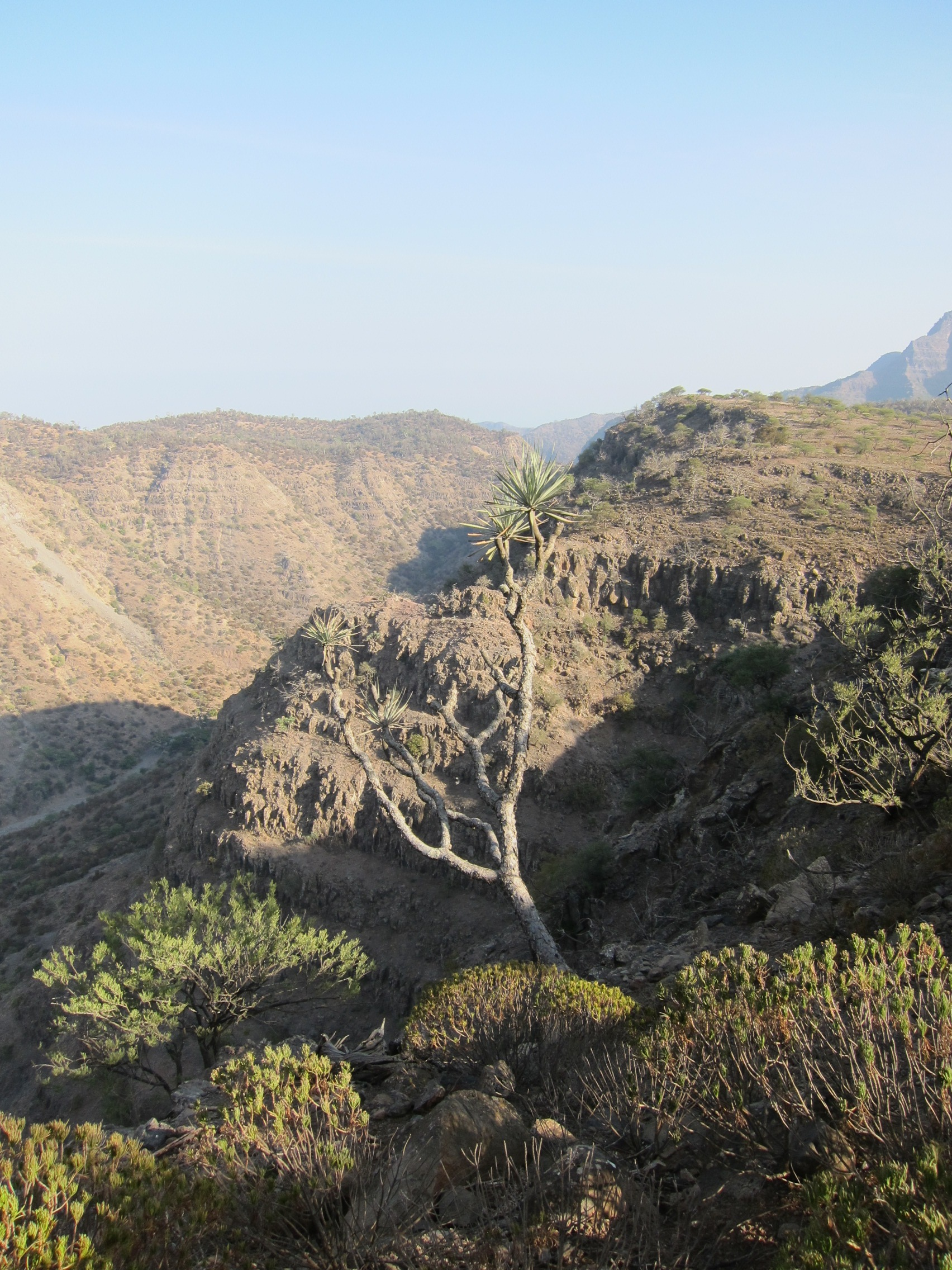
Dracaena ombet dans les Monts Goda, Djibouti

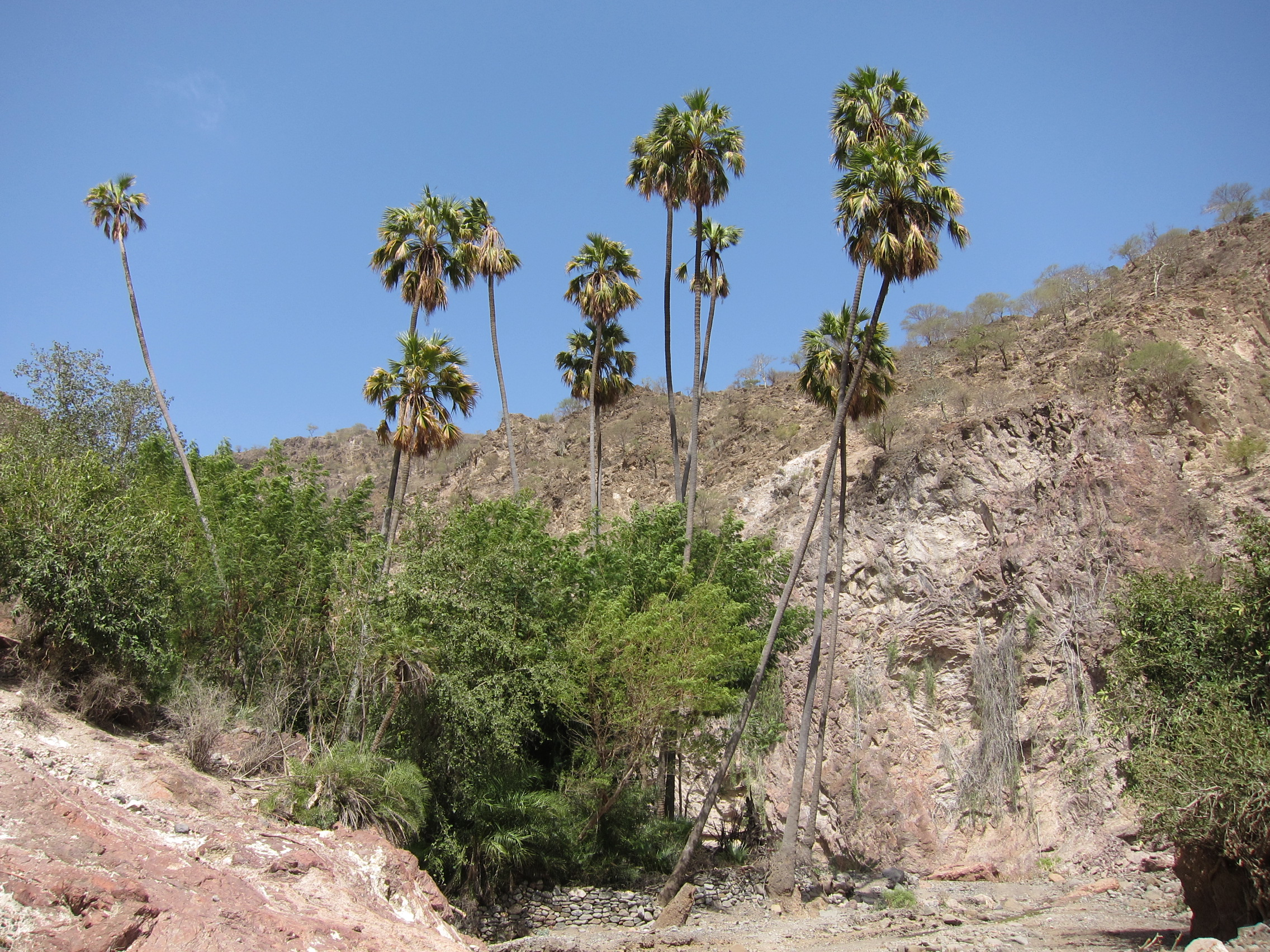
Livistona carinensis (Arecaceae) dans les Monts Goda.

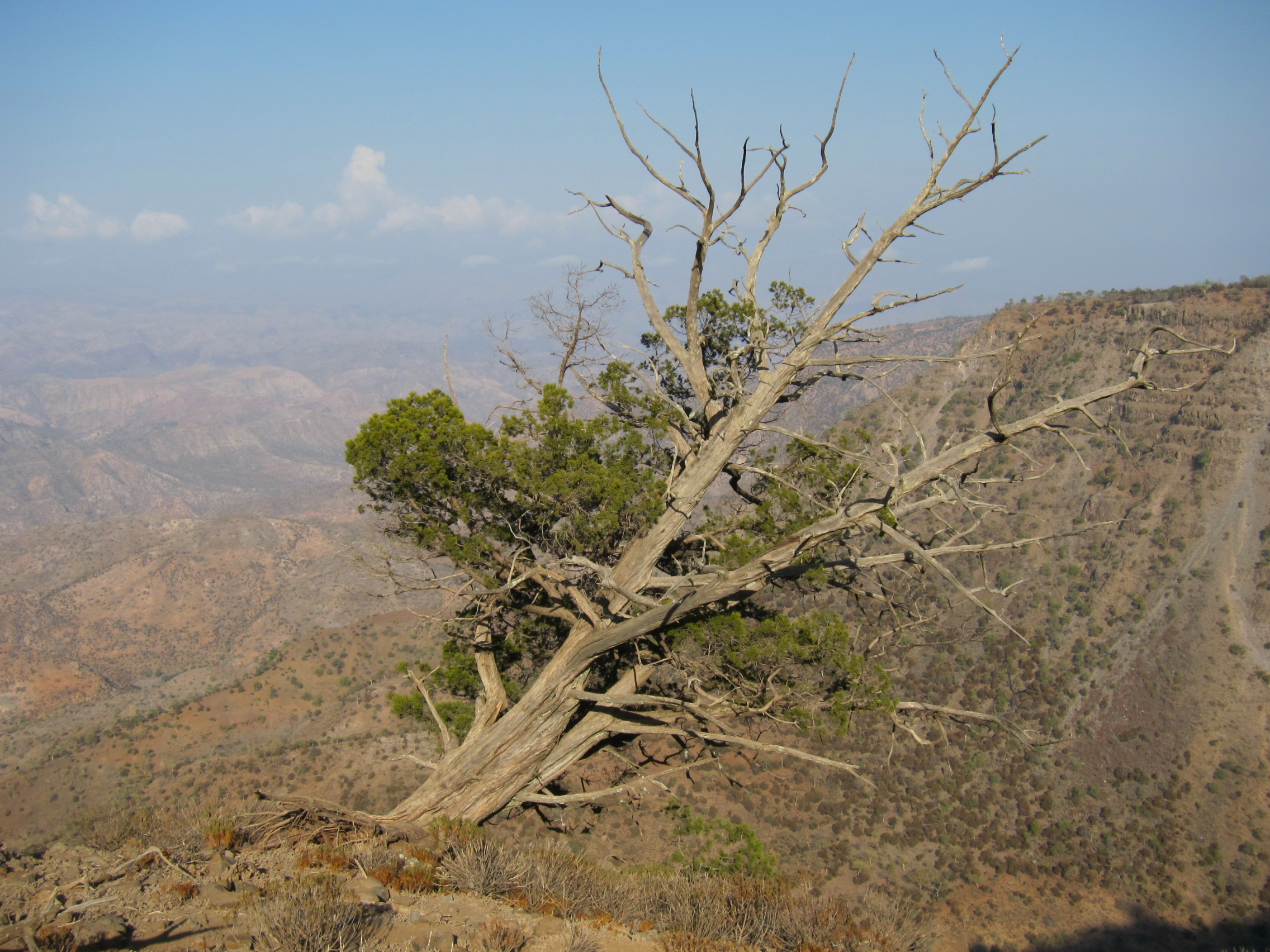
Juniperus procera (Cupressaceae) en bordure de la Forêt du Day, Djibouti.

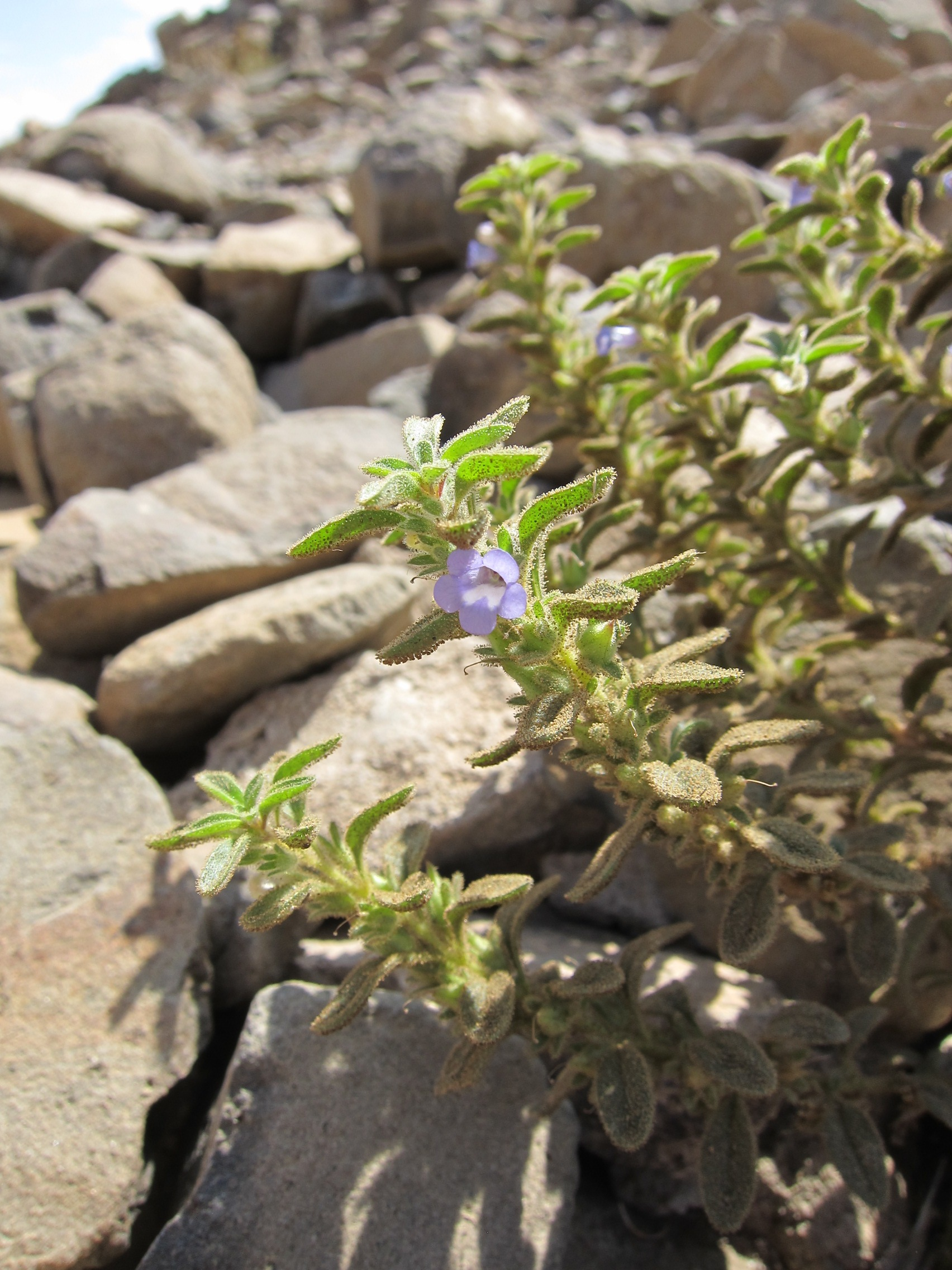
Une espèce de la famille de la famille des Boraginacées, possiblement Echiochilon longiflorum, près d'Ali Sabieh.

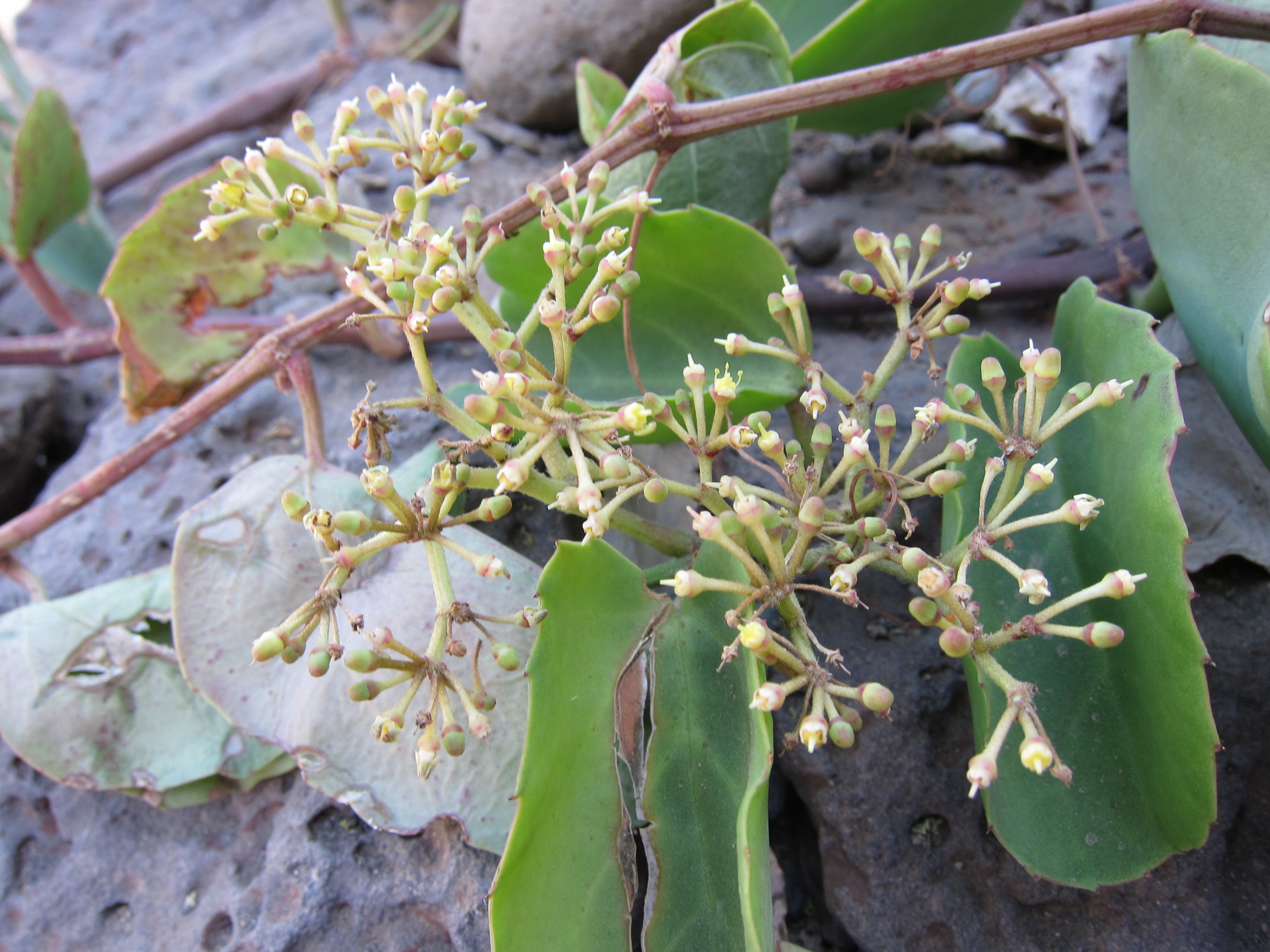
Cissus rotundifolia (Vitaceae) dans les Monts Goda, Djibouti

## Liste des espèces indigènes
Cette liste de plantes indigènes est basée sur la flore de la république de Djibouti, ainsi que sur différentes publications récentes,,,,. La nomenclature a été retravaillée selon APGIII, the Plant List et Base de données des plantes d'Afrique (version 3.4.0). Cette liste ne comprend pas les Poacée ainsi que les espèces introduites et les plantes cultivées.

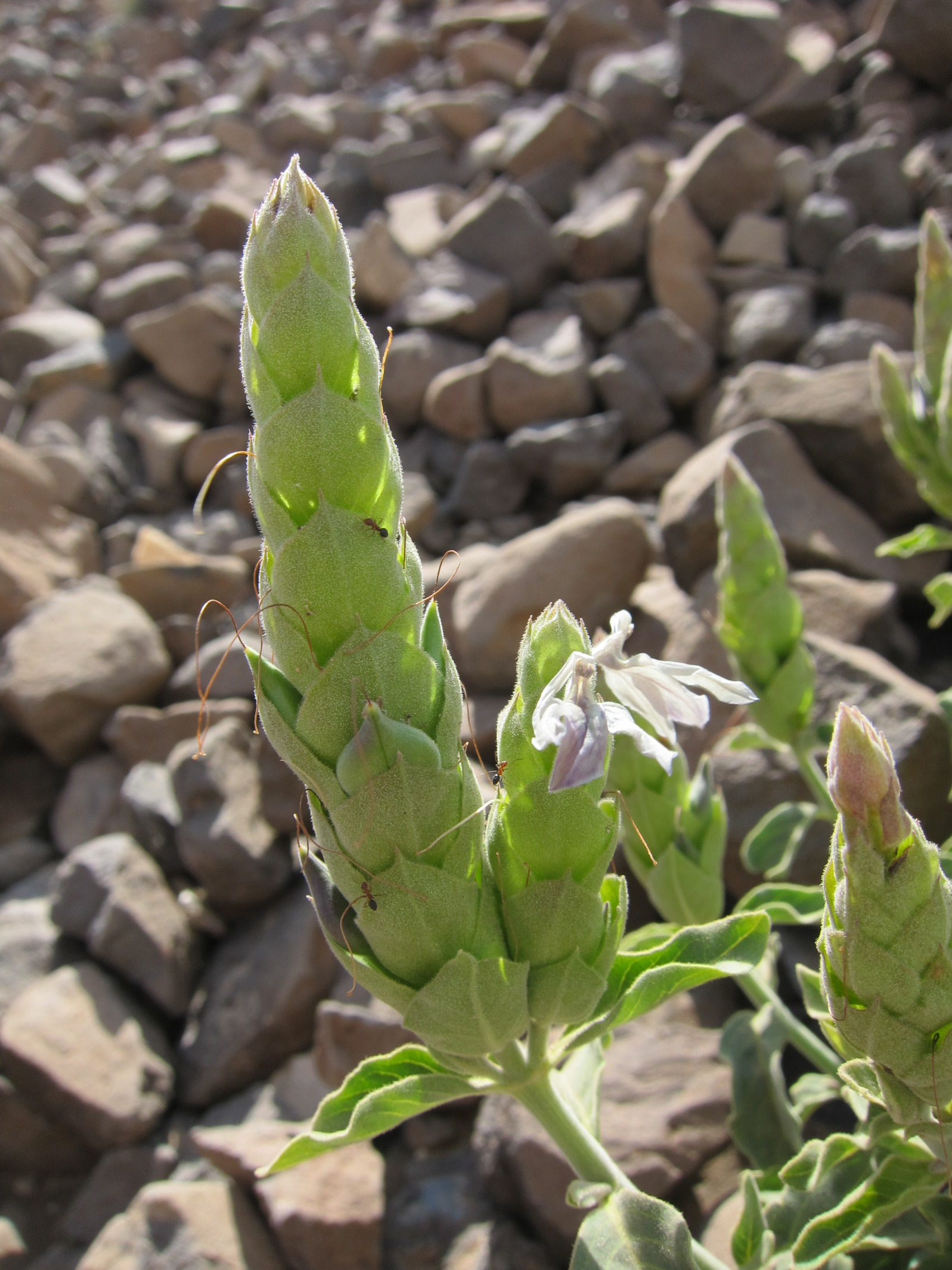
Ecbolium viride (Acanthaceae) dans les environs d'Ali Sabieh.

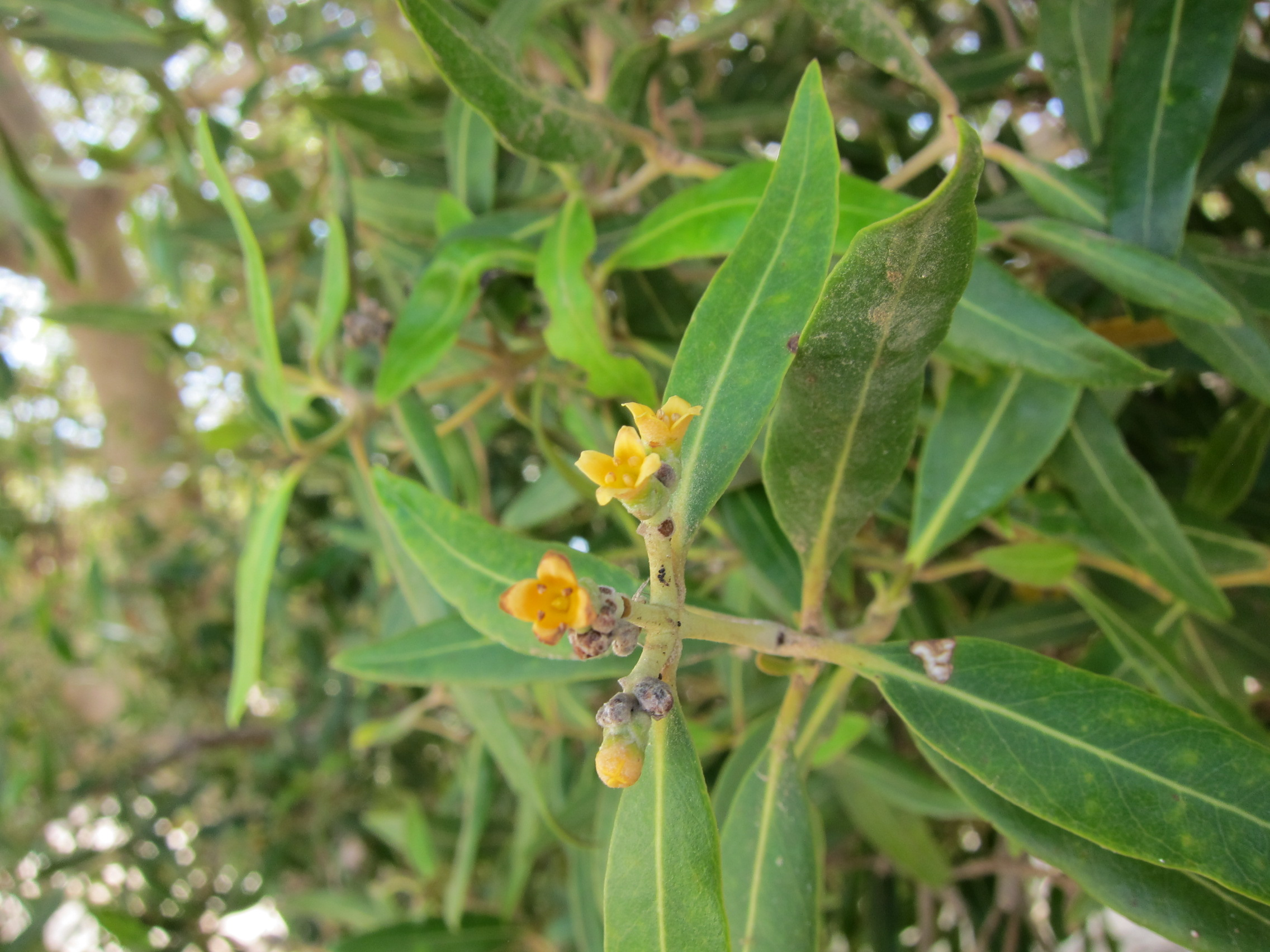
Avicennia marina (Acanthaceae) sur l'île Moucha, Djibouti.

### Acanthaceae
- Avicennia marina (Forssk.) Vierh.
- Barleria acanthoides Vahl
- Barleria grantii Oliv.
- Barleria hildebrandtii S.Moore
- Barleria hochstetteri Nees
- Barleria lanceata (Forssk.) C.Chr.
- Barleria parviflora R.Br. ex T.Anderson
- Barleria prionitis L.
- Barleria proxima Lindau
- Barleria trispinosa (Forssk.)
- Barleria ventricosa Hochst.
- Blepharis ciliaris (L.) B.L.Burtt
- Blepharis edulis (Forssk.) Pers.
- Blepharis maderaspatensis (L.) B.Heyne ex Roth
- Crossandra spinosa Beck
- Dicliptera maculata Nees
- Dicliptera paniculata (Forssk.) I.Darbysh.
- Dyschoriste radicans (Hochst. ex A.Rich.) Nees
- Ecbolium gymnostachyum (Nees) Milne-Redh.
- Ecbolium viride (Forssk.) Alston
- Hypoestes forskaolii (Vahl) R.Br.
- Justicia flava (Vahl) Vahl
- Justicia heterocarpa T. Anderson
- Justicia odora Lam.
- Lepidagathis calycina Hochst. ex Nees
- Megalochlamys violacea (Vahl) Vollesen
- Monechma debile (Forssk.) Nees
- Neuracanthus polyacanthus C.B.Clarke
- Ruellia patula Jacq.
- Ruellia sindica Ghafoor & Heine
- Ruspolia pseuderanthemoides Lindau
- Ruttya fruticosa Lindau
- Thunbergia alata Bojer ex Sims
- Thunbergia erythraeae  Schweinf. ex Lindau

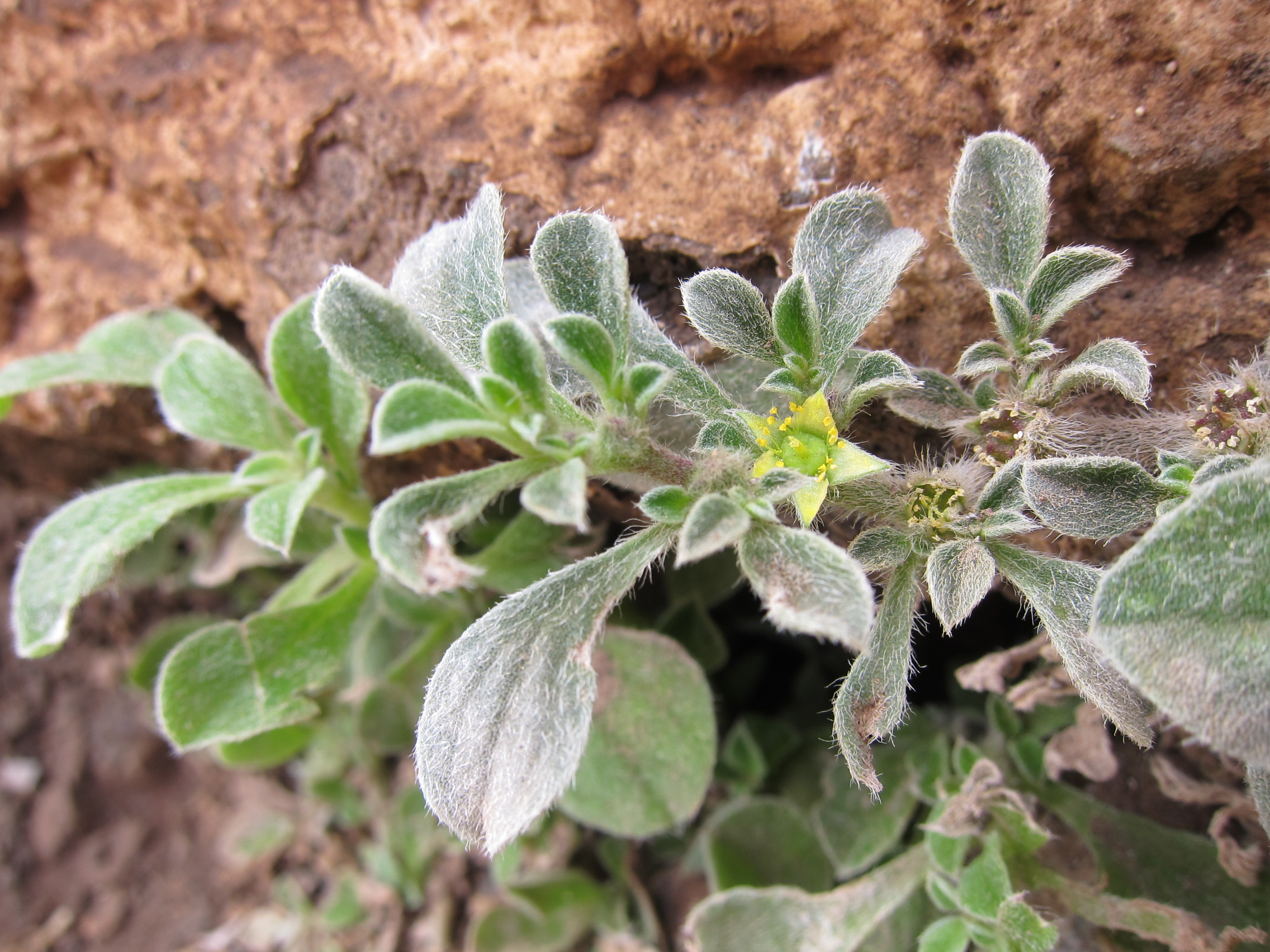
Aizoon canariense (Aizoaceae) dans les Monts Goda.

### Aizoaceae
- Aizoon canariense L.
- Sesuvium sesuvioides (Fenzl) Verdc.
- Trianthema crystallina Vahl
- Trianthema portulacastrum L.
- Trianthema triquetra Rottler & Willd.

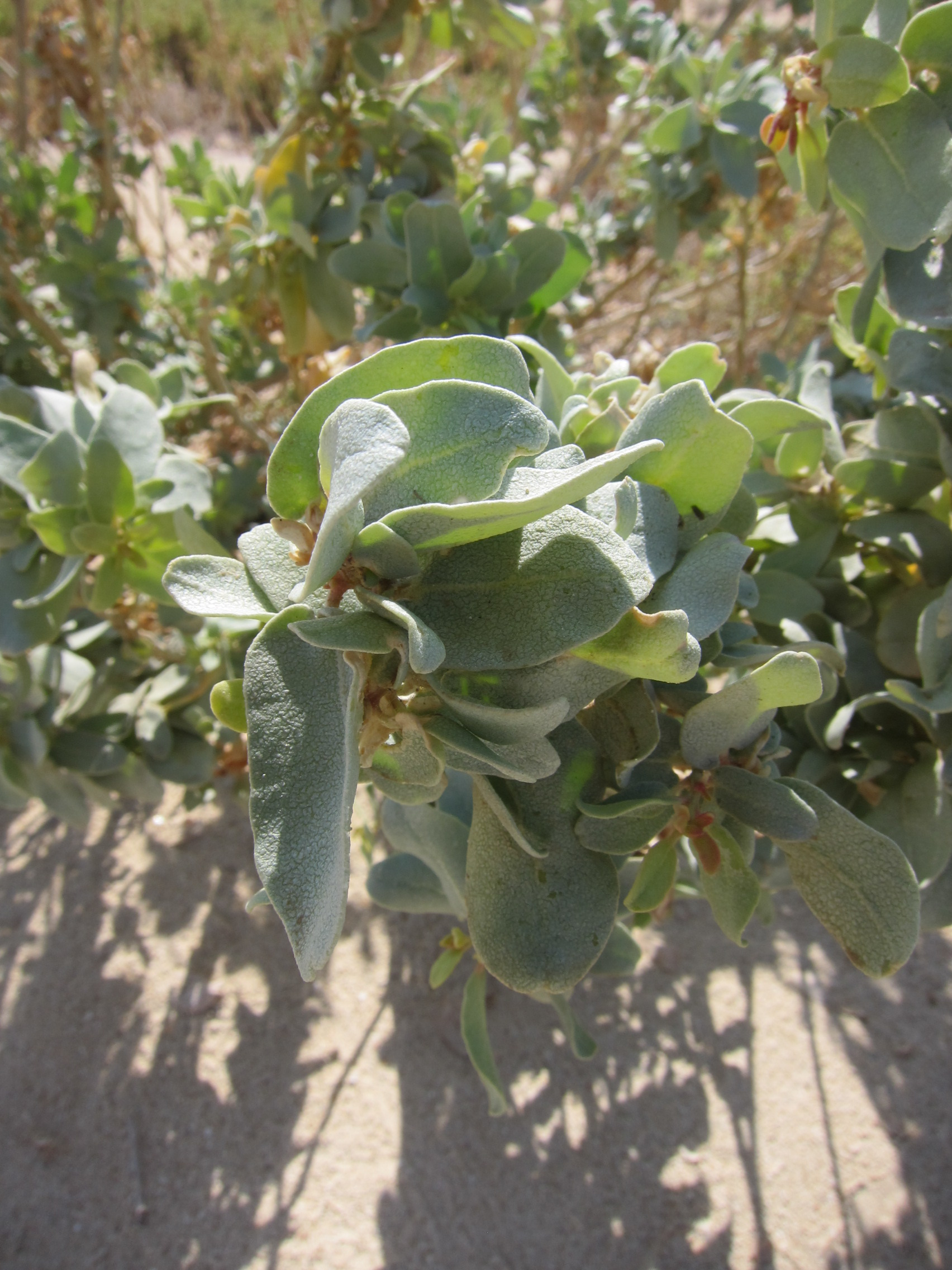
Atriplex farinosa (Amaranthaceae) sur l'île Moucha, Djibouti.

- Zaleya pentandra (L.) Jeffrey

### Amaranthaceae
- Achyranthes aspera var. sicula L.
- Aerva javanica (Burm.f.) Juss. ex Schult.
- Aerva lanata (L.) Juss.
- Amaranthus caudatus L.
- Amaranthus graecizans L.
- Amaranthus sparganicephalus Thell.
- Amaranthus viridis L.
- Atriplex farinosa Forssk.
- Atriplex halimus L.
- Atriplex nummularia Lindl.
- Atriplex semibaccata R.Br.
- Celosia polystachia (Forssk.) C.C.Towns.
- Chenopodium album L.
- Chenopodium ambrosioides L.
- Chenopodium botryodes Sm.
- Chenopodium murale L.
- Chenopodium opulifolium Schrad. ex W.D.J.Koch & Ziz
- Chenopodium schraderianum Roem. & Schult.
- Cornulaca ehrenbergii Asch.
- Digera muricata (L.) Mart.
- Halothamnus somalensis (N.E.Br.) Botsch.
- Pancratium trianthum Herb.
- Psilotrichum gnaphalobryum (Hochst.) Schinz
- Pupalia lappacea (L.) A.Juss.
- Salsola baryosma (Schult.) Dandy
- Salsola vermiculata L.
- Sericocomopsis pallida (S.Moore) Schinz
- Sevada schimperi Moq.
- Suaeda aegyptiaca (Hasselq.) Zohary
- Suaeda monoica Forssk.
- Suaeda vermiculata Forssk. ex J.F.Gmel.

### Amaryllidaceae
- Allium subhirsutum L.
- Scadoxus multiflorus (Martyn) Raf.

### Anacardiaceae
- Lannea triphylla Engl.
- Ozoroa insignis Delile
- Pistacia falcata Becc. ex Martelli
- Rhus abyssinica Hochst. ex Oliv.
- Rhus natalensis Bernh. ex C.Krauss
- Rhus retinorrhaea Steud. ex A.Rich.

### Apiaceae
- Bupleurum semicompositum L.
- Ferula communis L.
- Psammogeton canescens (DC.) Vatke
- Steganotaenia araliacea Hochst.
- Torilis arvensis (Huds.) Link

### Apocynaceae
- Acokanthera schimperi (A.DC.) Schweinf.
- Angolluma kochii (Lavranos) Plowes
- Angolluma sacculata (N.E.Br.) Plowes
- Blyttia fruticulosa (Decne.) D.V.Field
- Blyttia spiralis (Forssk.) D.V.Field & J.R.I.Wood
- Calotropis procera (Aiton) Dryand.
- Caralluma dicapuae (Chiov.) Chiov.
- Caralluma edithae N.E.Br.
- Caralluma furta Bally
- Caralluma hexagona Lavranos
- Caralluma mireillae Lavranos
- Caralluma penicillata (Deflers) N.E.Br.
- Caralluma priogonium K.Schum.
- Caralluma retrospiciens (Ehrenb.) N.E.Br.
- Caralluma tubiformis E.A.Bruce & P.R.O.Bally
- Carissa spinarum L..
- Conomitra linearis Fenzl
- Cryptolepis stefianinii Chiov.
- Diplostigma canescens K.Schum.
- Duvalia somalensis Lavranos
- Echidnopsis hirsuta Plowes
- Echidnopsis planiflora P.R.O.Bally
- Echidnopsis scutellata (Deflers) A.Berger
- Edithcolea grandis N.E.Br.
- Glossonema boveanum (Decne.) Decne.
- Gomphocarpus fruticosus (L.) W.T.Aiton
- Leptadenia arborea (Forssk.) Schweinf.
- Leptadenia pyrotechnica (Forssk.) Decne.
- Nerium oleander L.
- Pentatropis nivalis (J.F. Gmel.) D.V. Field & J.R.I. Wood
- Pergularia daemia (Forssk.) Chiov.
- Pergularia tomentosa L.
- Pergularia tomentosa L.
- Sarcostemma viminale (L.) R.Br.

### Arecaceae
- Hyphaene thebaica (L.) Mart.

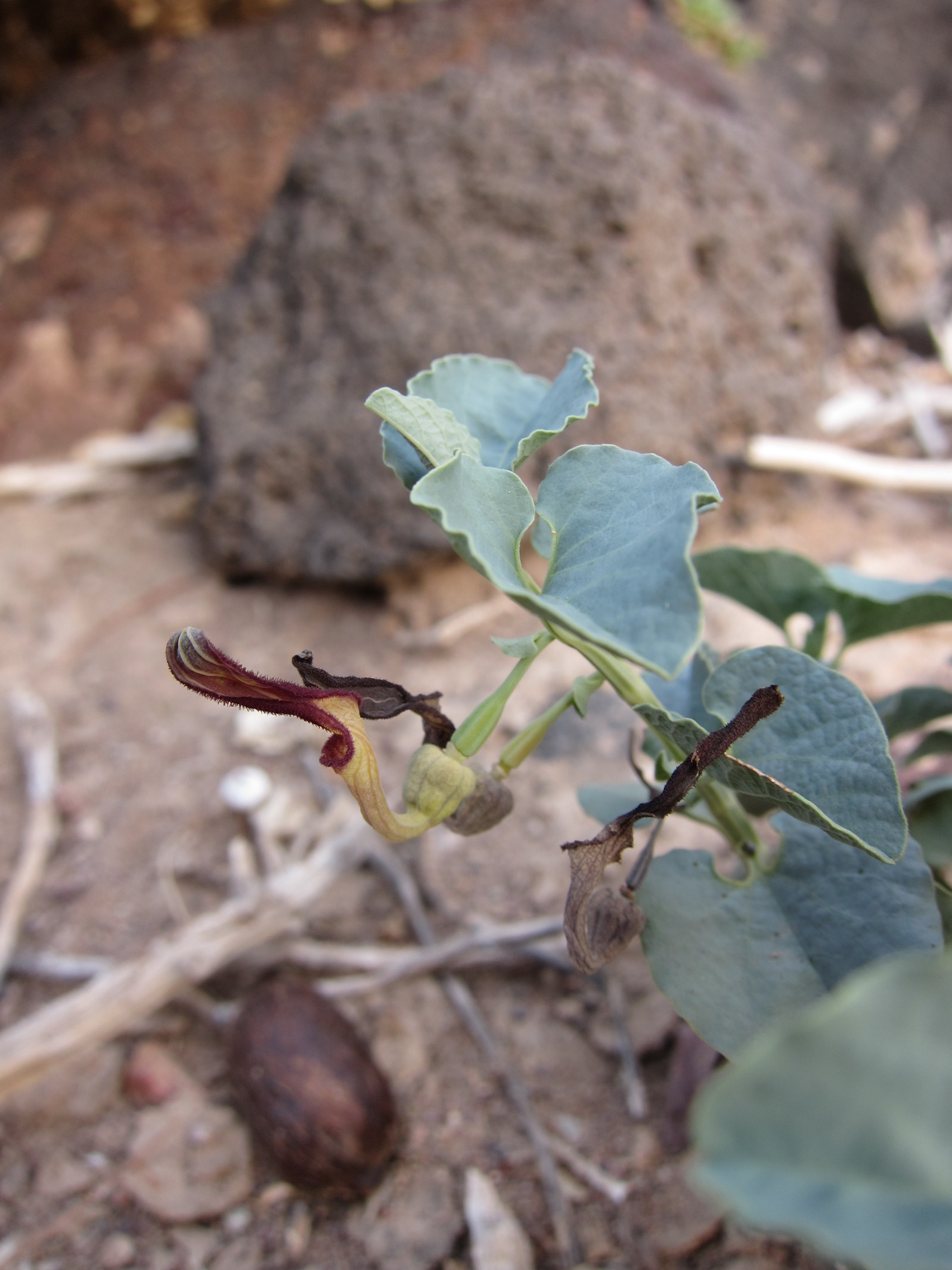
Aristolochia bracteolata (Aristolochiaceae) près de Tadjourah, Djibouti

- Livistona carinensis (Chiov.) J.Dransf. & N.W.Uhl
- Phoenix dactylifera L.
- Phoenix reclinata Jacq.

### Aristolochiaceae
- Aristolochia bracteolata Lam.

### Asparagaceae
- Asparagus africanus Lam.
- Asparagus asiaticus L.
- Dipcadi viride (L.) Moench
- Dracaena ombet Heuglin ex Kotschy & Peyr.
- Drimia altissima (L.f.) Ker Gawl.
- Ledebouria revoluta (L.f.) Jessop.
- Sansevieria ehrenbergii Schweinf. ex Baker
- Sansevieria forskaliana (Schult. & Schult.f.) Hepper & J.R.I.Wood

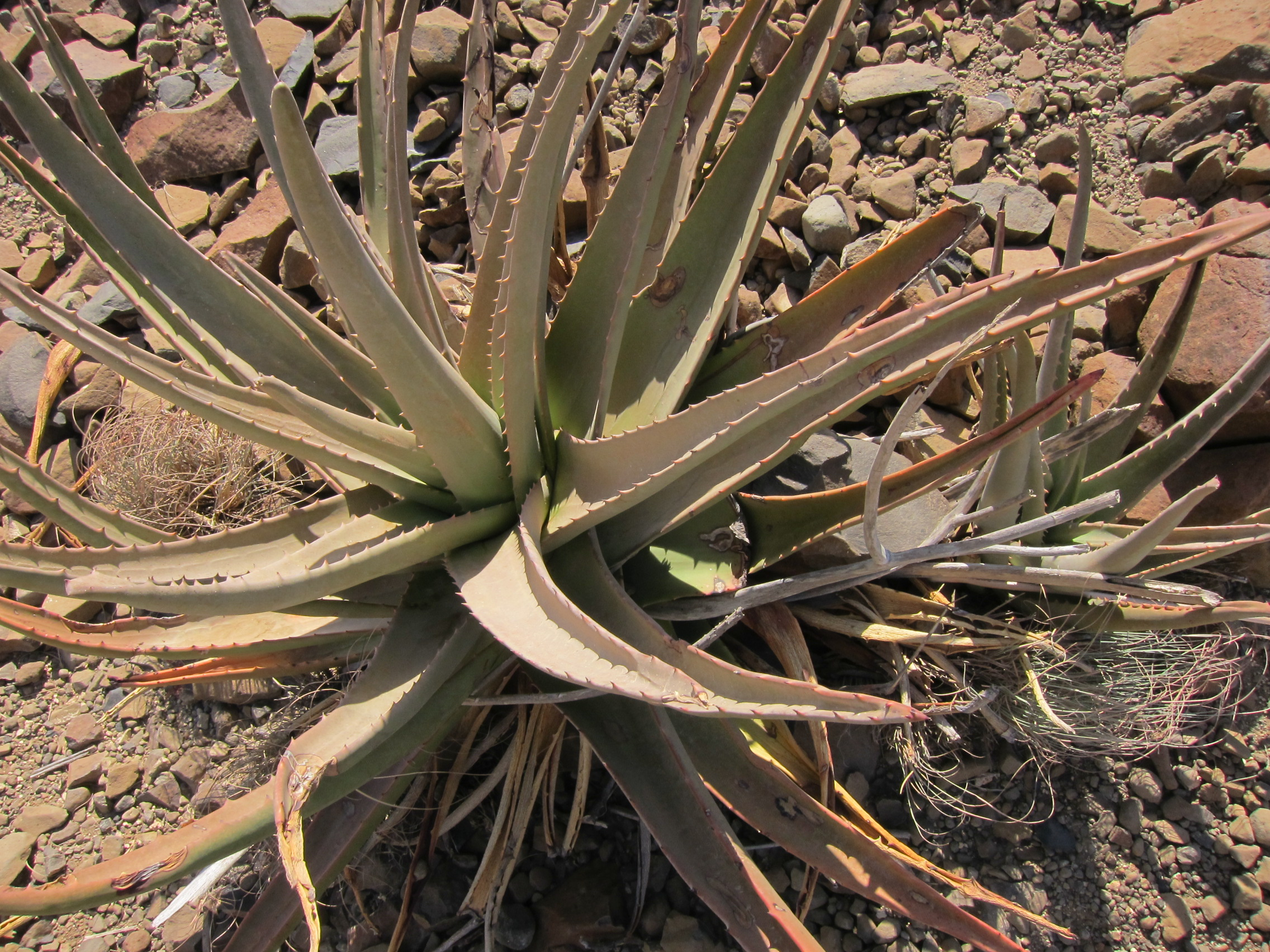
Aloe rigens (Asphodelaceae) près d'Ali Sabieh, Djibouti.

### Asphodelaceae
- Aloe ericahenriettae T.A.McCoy,
- Aloe eumassawana S.Carter, M.G.Gilbert & Sebsebe
- Aloe djiboutiensis T.A.McCoy
- Aloe macrocarpa Tod.
- Aloe mcloughlinii Chistian
- Aloe rigens Reynolds & Bally
- Aloe trichosantha A.Berger

### Aspleniaceae
- Asplenium aethiopicum (Burm. f.) Bech.

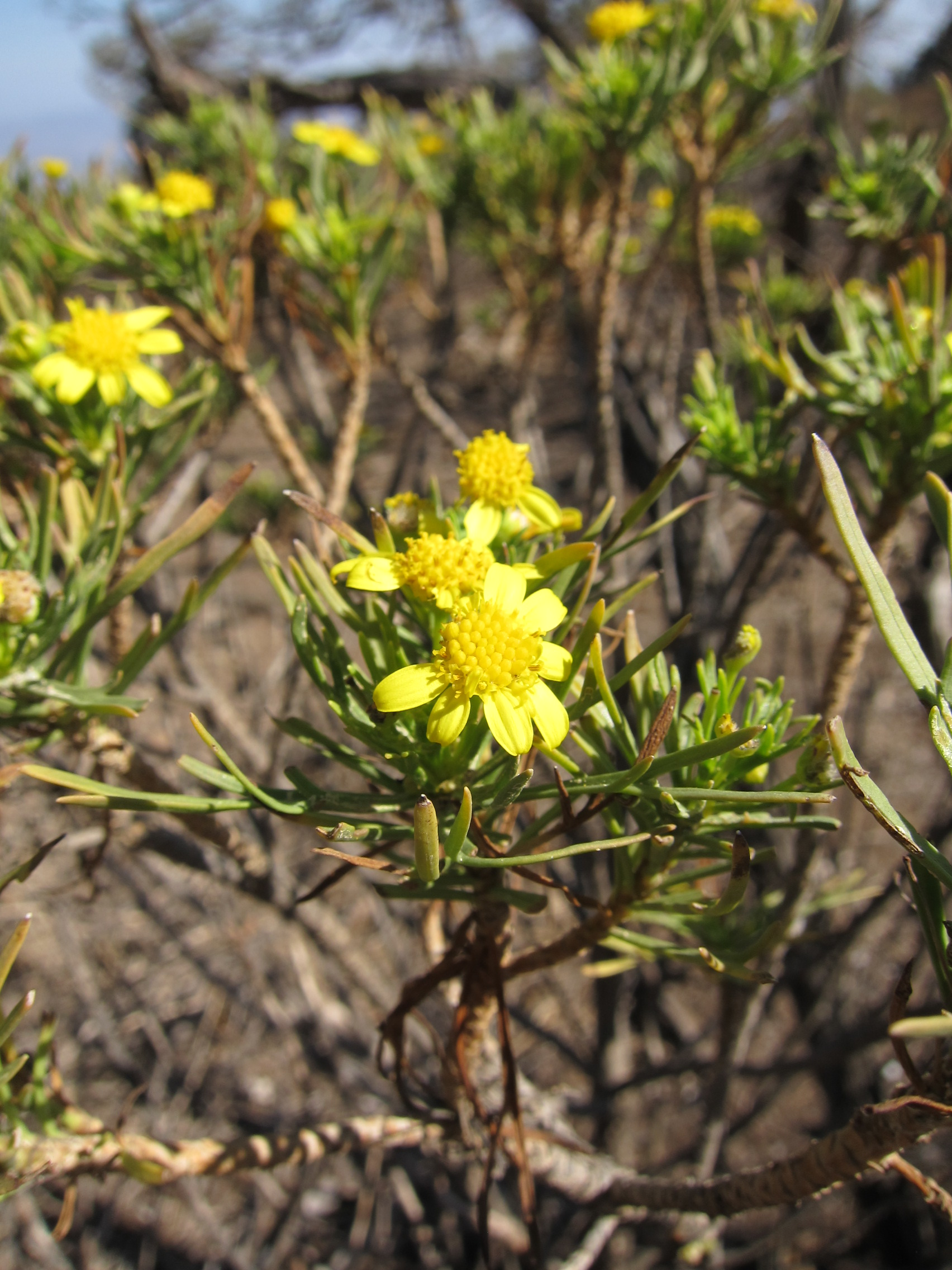
Euryops arabicus (Asteraceae) dans la Forêt du Day, Djibouti

- Asplenium praemorsum Sw.
- Ceterach officinarum DC.

### Asteraceae
- Aspilia helianthoides subsp. ciliata (Schumach.) C.D.Adams
- Bidens biternata (Lour.) Merr. & Sherff
- Bidens pilosa L.
- Bidens schimperi Sch.Bip. ex Walp.
- Bidens setigera (Sch.Bip. ex Sch.Bip.) Sherff
- Blainvillea gayana Cass.
- Blumea lacera (Burm.f.) DC.
- Conyza abyssinica Sch.Bip. ex A.Rich.
- Conyza pyrrhopappa Sch.Bip. ex A.Rich.
- Conyza steudelii Sch.Bip. ex A.Rich.
- Conyza stricta Willd.
- Conyza vernonioides (Sch.Bip. ex A.Rich.) Wild
- Crepis foetida L.
- Crepis rueppellii Sch.Bip.
- Dichrocephala chrysanthemifolia (Blume) DC.
- Doellia bovei (DC.) Anderb.
- Echinops macrochaetus Fresen.
- Emilia sonchifolia (L.) DC. ex DC.
- Euryops arabicus Steud.
- Felicia abyssinica Sch.Bip. ex A.Rich.
- Filago abyssinica Sch.Bip. ex A.Rich.
- Flaveria trinervia (Spreng.) Mohr
- Galinsoga parviflora Cav.
- Geigeria alata (Hochst. & Steud. ex DC.) Oliv. & Hiern
- Gnaphalium unionis Sch. Bip. ex Oliv. & Hiern
- Helichrysum glumaceum DC.
- Iphiona scabra DC.
- Iphionopsis rotundifolia (Oliv. & Hiern) Anderb.
- Kleinia abyssinica (A. Rich.) A. Berger
- Kleinia odora (Forssk.) DC.
- Launaea cornuta (Hochst. ex Oliv. & Hiern) C.Jeffrey
- Launaea hafunensis Chiov.
- Launaea intybacea (Jacq.) Beauverd
- Launaea massauensis (Fresen.) Sch.Bip. ex Kuntze
- Macowania abyssinica B.L.Burtt
- Macowania ericifolia (Forssk.) B.L.Burtt & Grau
- Nidorella zavattarii (Lanza) Cufod.
- Phagnalon lavranosii Qaiser & Lack
- Pluchea dioscoridis (L.) DC.
- Pluchea indica (L.) Less.
- Pluchea sarcophylla Chiov.
- Psiadia punctulata (DC.) Vatke
- Pulicaria argyrophylla Franch.
- Pulicaria glutinosa (Boiss.) Jaub. & Spach
- Pulicaria petiolaris Jaub. & Spach
- Pulicaria schimperi DC.
- Pulicaria somalensis O.Hoffm.
- Pulicaria undulata (L.) C.A.Mey.
- Reichardia tingitana (L.) Roth
- Sonchus asper (L.) Hill
- Sonchus oleraceus L.
- Tarchonanthus camphoratus L.
- Tripteris vaillantii Decne.
- Vernonia aschersonii Sch.Bip.
- Vernonia cinerascens Sch.Bip.
- Vernonia phillipsiae S.Moore
- Vernonia schimperi DC.
- Volutaria abyssinica (Sch.Bip. ex A.Rich.) C.Jeffrey ex Cufod.
- Volutaria djiboutensis Wagenitz
- Volutaria lippii (L.) Cass. ex Maire
- Volutaria somalensis (Oliv. & Hiern) C.Jeffrey ex Cuf.
- Xanthium strumarium L.

### Balanitaceae
- Balanites aegyptiaca (L.) Delile
- Balanites rotundifolia (Tiegh.) Blatt.

### Bignoniaceae
- Stereospermum kunthianum Cham.
- Rhigozum somalense Hallier f.

### Boraginaceae
- Arnebia hispidissima (Lehm.) A.DC.
- Coldenia procumbens L.
- Cordia monoica Roxb.
- Cordia sinensis Lam.
- Cynoglossopsis latifolia (Hochst. ex A.Rich.) Brand
- Cynoglossum lanceolatum Forssk.
- Cynoglossopsis somaliensis Riedl
- Echiochilon longiflorum Benth.
- Echiochilon persicum (Burm.f.) I.M.Johnst.
- Heliotropium aegyptiacum Lehm.
- Heliotropium bacciferum Forssk..
- Heliotropium longiflorum (A.DC.) Jaub. & Spach
- Heliotropium ovalifolium Forssk.
- Heliotropium pterocarpum (DC. & A.DC.) Hochst. & Steud. ex Bunge
- Heliotropium ramosissimum (Lehm.) Sieber ex DC.
- Heliotropium rariflorum Stocks
- Heliotropium steudneri Vatke
- Heliotropium strigosum Willd.
- Heliotropium supinum L.
- Heliotropium zeylanicum (Burm.f.) Lam.
- Lithospermum afromontanum Weim.
- Trichodesma ehrenbergii Schweinf. ex Boiss.
- Trichodesma trichodesmoides Gürke

### Brassicaceae
- Arabidopsis thaliana (L.) Heynh.
- Capsella bursa-pastoris (L.) Medik.
- Cardamine trichocarpa Hochst. ex A.Rich.
- Diceratella elliptica (R.Br. ex DC.) Jonsell
- Diceratella incana Balf.f.
- Diplotaxis harra (Forssk.) Boiss.
- Erucastrum arabicum Fisch. & C.A.Mey.
- Farsetia longisiliqua Decne.
- Farsetia longistyla Baker
- Farsetia stenoptera Hochst.
- Farsetia stylosa R.Br.
- Matthiola erlangeriana Engl.
- Matthiola puntensis Hedge & A.G.Mill.
- Raphanus raphanistrum L.
- Schouwia purpurea (Forssk.) Schweinf.
- Sisymbrium erysimoides Desf.

### Burseraceae
- Commiphora africana (A.Rich.) Endl.
- Commiphora allophylla Sprague
- Commiphora erythraea (Ehrenb.) Engl.
- Commiphora gileadensis (L.) C.Chr.
- Commiphora habessinica (O.Berg) Engl.
- Commiphora kataf (Forssk.) Engl.
- Commiphora kua (R.Br. ex Royle) Vollesen
- Commiphora myrrha (Nees) Engl.
- Commiphora samharensis Schweinf.

### Buxaceae
- Buxus hildebrandtii Baill.

### Campanulaceae
- Campanula edulis Forssk.
- Campanula erinus L.
- Wahlenbergia lobelioides (L.f.) Link

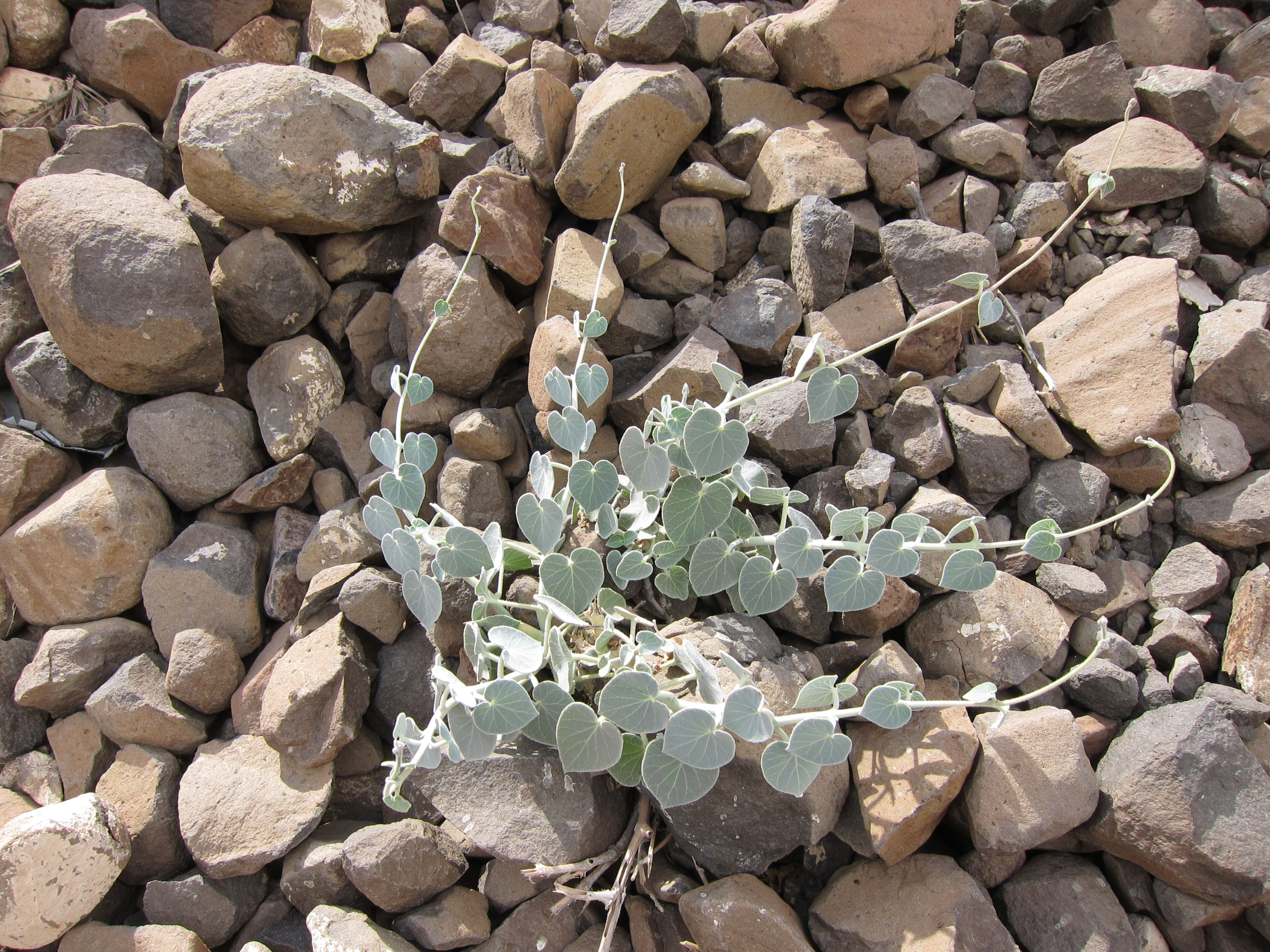
Maerua decumbens (Capparaceae) dans les environs d'Ali Sabieh, Djibouti.

### Capparaceae
- Boscia angustifolia A.Rich.
- Boscia coriacea Pax
- Boscia senegalensis (Pers.) Lam. ex Poir.
- Cadaba farinosa Forssk.
- Cadaba glandulosa Forssk.
- Cadaba heterotricha Stocks ex Hook.
- Cadaba longifolia DC.
- Cadaba rotundifolia Forssk.
- Capparis cartilaginea Decne.
- Capparis decidua (Forssk.) Edgew.
- Dipterygium glaucum Decne
- Maerua angolensis DC.
- Maerua crassifolia Forssk.
- Maerua decumbens (Brongn.) DeWolf
- Maerua oblongifolia (Forssk.) A.Rich.
- Maerua triphylla var. calophylla (Gilg) DeWolf

### Caryophyllaceae
- Arenaria foliacea Turrill
- Arenaria serpyllifolia L.
- Cometes abyssinica R.Br. ex Wall.
- Gypsophila montana subsp. somalensis (Franch.) M.G.Gilbert
- Pollichia campestris Aiton
- Polycarpaea spicata Wight ex Arn.
- Polycarpon robbairea Kuntze
- Polycarpon tetraphyllum (L.) L.
- Saponaria montana (Balf.f.) Barkoudah
- Sclerocephalus arabicus Boiss.
- Silene burchellii Otth
- Stellaria media (L.) Vill.
- Velezia rigida L.

### Celastraceae
- Catha edulis (Vahl) Endl.
- Maytenus arbutifolia (Hochst. ex A.Rich.) R.Wilczek
- Maytenus senegalensis (Lam.) Exell
- Maytenus undata (Thunb.) Blakelock

### Cistaceae
- Helianthemum stipulatum (Forssk.) C.Chr.

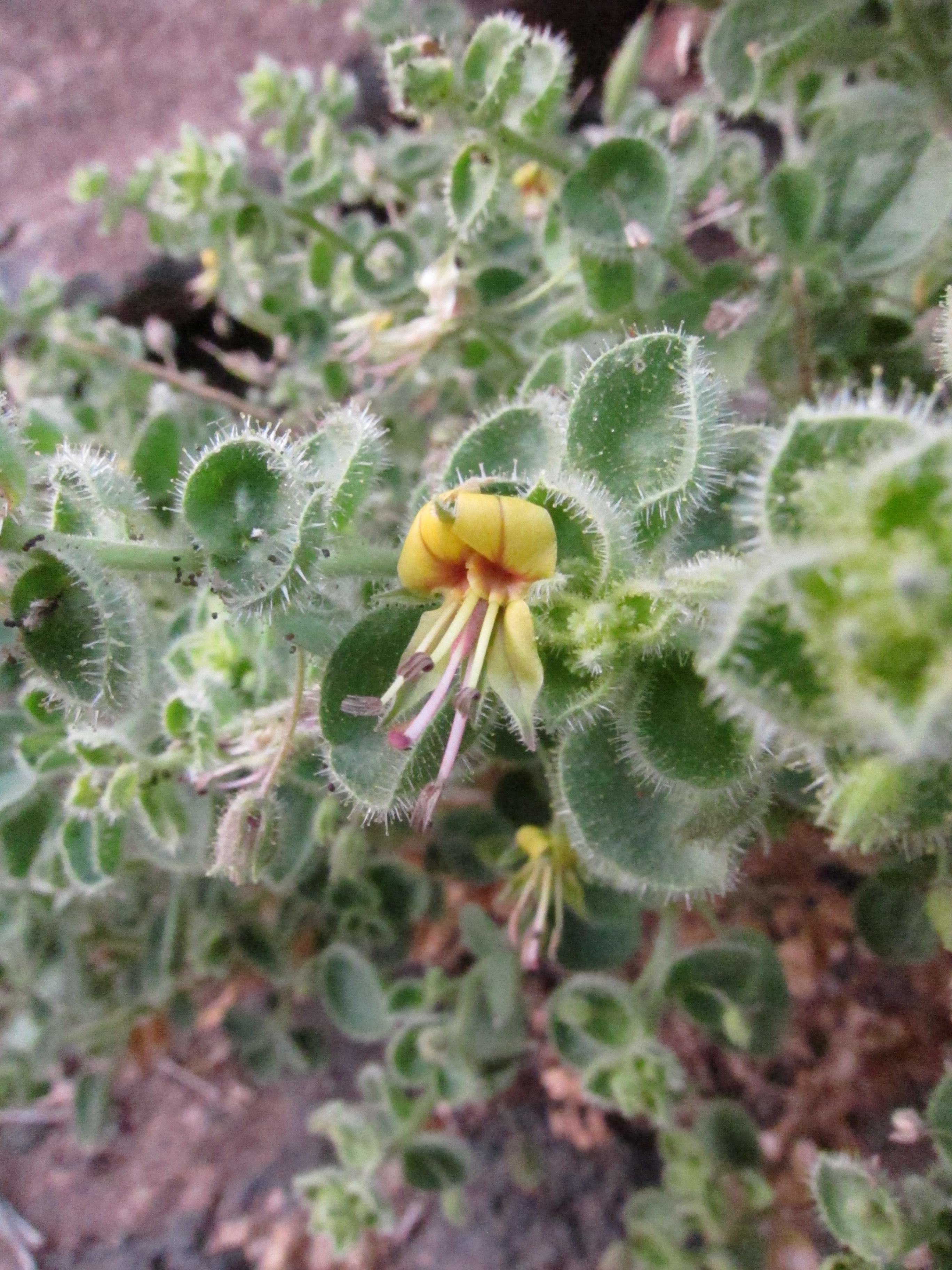
Cleome polytricha (Cleomaceae) près de Tadjourah, Djibouti

### Cleomaceae
- Cleome angustifolia Forssk.
- Cleome brachycarpa Vahl ex DC.
- Cleome brachystyla Deflers ex Franch.
- Cleome gynandra L. introduit
- Cleome hanburyana Penz.
- Cleome paradoxa R.Br. ex DC.
- Cleome polytricha Franch.
- Cleome ramosissina Parl. ex Webb
- Cleome scaposa DC.
- Cleome schweinfurthii Gilg

### Colchicaceae
- Androcymbium schimperianum (Hochst.) K.Perss.
- Gloriosa revoilii (Franch.) J.C.Manning & Vinn.
- Iphigenia oliveri Engl.

### Combretaceae
- Combretum aculeatum Vent.
- Conocarpus lancifolius Engl. ex Engl. & Diels
- Combretum molle R.Br. ex G.Don
- Terminalia avicennioides Guill. & Perr.
- Terminalia brownii Fresen

### Commelinaceae
- Aneilema forsskalii Kunth
- Commelina africana L.
- Commelina albescens Hassk.
- Commelina benghalensis L.
- Commelina forskalaei Vahl

### Convolvulaceae
- Cladostigma dioicum Radlk.
- Convolvulus auricomus (A.Rich.) Bhandari
- Convolvulus hystrix Vahl
- Convolvulus rhyniospermus Choisy
- Cressa cretica L.
- Cuscuta chinensis Lam.
- Cuscuta hyalina Roth
- Cuscuta planiflora Ten.
- Hildebrandtia somalensis Peter
- Ipomoea biflora (L.) Pers.
- Ipomoea calophylla Fenzl
- Ipomoea verticillata Forssk.
- Seddera arabica Choisy
- Seddera bagshawei Rendle
- Seddera latifolia Hochst. & Steud.

### Crassulaceae
- Aeonium leucoblepharum Webb ex A.Rich.
- Kalanchoe glaucescens Britten
- Umbilicus botryoides Hochst. ex A.Rich.

### Cucurbitaceae
- Citrullus colocynthis (L.) Schrad.
- Coccinia grandis (L.) Voigt
- Corallocarpus epigaeus (Rottler) C.B.Clarke
- Corallocarpus schimperi (Naudin) Hook.f.
- Cucumis ficifolius A.Rich.
- Cucumis prophetarum L.
- Kedrostis gijef (Forssk. ex J.F.Gmel.) C.Jeffrey
- Kedrostis leloja (Forssk. ex J.F Gmel.) C.Jeffrey
- Luffa cylindrica (L.) M.Roem.
- Momordica foetida Schumach.
- Momordica pterocarpa A.Rich.

### Cupressaceae
- Juniperus procera Hochst. ex Endl.

### Ephedraceae
- Ephedra foemina Forssk.
- Ephedra foliata Boiss. ex C.A. Mey.
- Ephedra somalensis Freitag & Maier-St.

### Ebenaceae

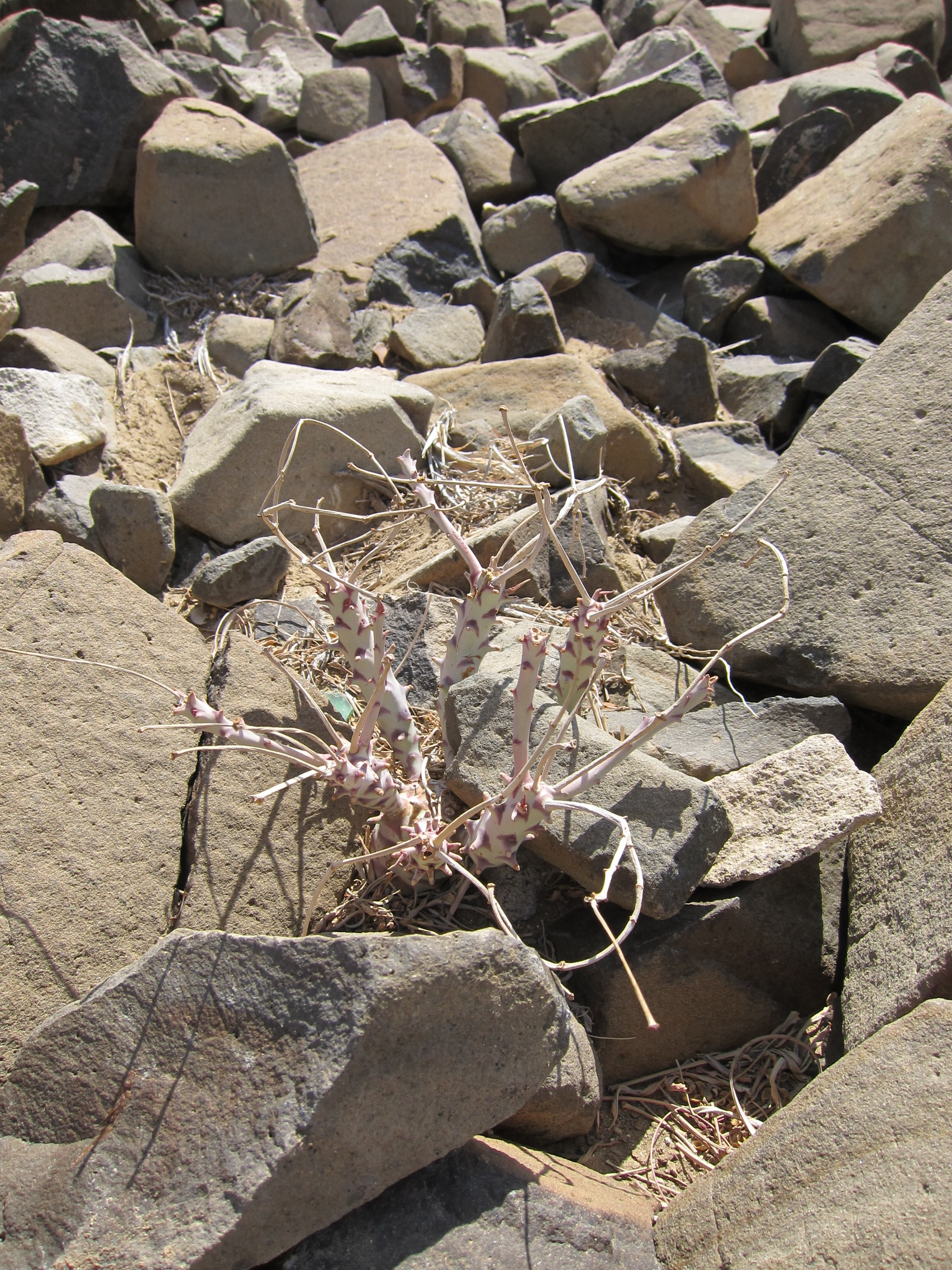
Euphorbia longituberculosa (Euphorbiaceae) près d'Ali Sabieh.

- Euclea divinorum Hiern
- Euclea schimperi (A. DC.) Dandy

### Euphorbiaceae
- Acalypha ciliata Forssk.
- Acalypha fruticosa Forssk.
- Acalypha indica L.
- Achyranthes aspera L.
- Andrachne aspera Spreng.
- Chrozophora oblongifolia (Delile) A.Juss. ex Spreng.
- Chrozophora plicata (Vahl) A.Juss. ex Spreng.
- Clutia abyssinica Jaub. & Spach
- Croton somalensis Vatke ex Pax
- Dalechampia scandens L.
- Euphorbia abyssinica J.F.Gmel.
- Euphorbia acalyphoides Hochst. ex Boiss.
- Euphorbia amicorum S. Carter
- Euphorbia arabica Hochst. & Steud. ex T.Anderson
- Euphorbia cuneata Vahl
- Euphorbia godana Buddens., Lawant & Lavranos
- Euphorbia granulata Forssk.
- Euphorbia heterophylla L.
- Euphorbia hirta L.
- Euphorbia inaequilatera Sond.
- Euphorbia longituberculosa Hochst. ex Boiss.
- Euphorbia nigrispinoides M.G.Gilbert
- Euphorbia nubica N.E.Br.
- Euphorbia prostrata Aiton
- Euphorbia schimperiana Scheele
- Euphorbia triaculeata Forssk.
- Flueggea virosa (Roxb. ex Willd.) Voigt
- Jatropha curcas L.
- Jatropha glauca Vahl
- Jatropha spinosa Vahl
- Phyllanthus fraternus G.L.Webster
- Phyllanthus maderaspatensis L.
- Phyllanthus rotundifolius Klein ex Willd.
- Ricinus communis L.
- Tragia plukenetii Radcl.-Sm.
- Tragia pungens (Forssk.) Müll.Arg.

### Fabaceae
- Acacia asak (Forssk.) Willd.
- Acacia ehrenbergiana Hayne
- Acacia etbaica Schweinf.
- Acacia horrida (L.) Willd.
- Acacia mellifera (M.Vahl) Benth.
- Acacia nilotica (L.) Delile
- Acacia oerfota (Forssk.) Schweinf.
- Acacia seyal Delile
- Acacia somalensis Vatke
- Acacia tortilis (Forssk.) Hayne
- Acacia uncinata Lindl.
- Alysicarpus glumaceus (Vahl) DC.
- Argyrolobium arabicum (Decne.) Jaub. & Spach
- Astragalus pelecinus (L.) Barneby
- Astragalus vogelii subsp. fatimensis Maire
- Caesalpinia erianthera Chiov.
- Caesalpinia pulcherrima (L.) Sw.
- Cassia italica (Mill.) Lam. ex F.W. Andrews
- Cassia siamea Lam.
- Clitoria ternatea L.
- Crotalaria comanestiana Volkens & Schweinf.
- Crotalaria deflersii Schweinf.
- Crotalaria emarginella Vatke
- Crotalaria impressa Walp.
- Crotalaria leptocarpa Balf.f.
- Crotalaria persica (Burm.f.) Merr.
- Crotalaria phillipsiae Baker
- Crotalaria prolongata Baker
- Crotalaria pycnostachya Benth.
- Crotalaria saltiana Andrews
- Cullen corylifolium (L.) Medik..
- Cullen plicatum (Delile) C.H.Stirt..
- Delonix elata (L.) Gamble
- Indigofera arabica Jaub. & Spach
- Indigofera articulata Gouan
- Indigofera coerulea Roxb.
- Indigofera colutea (Burm.f.) Merr.
- Indigofera hochstetteri Baker
- Indigofera insularis Chiov.
- Indigofera oblongifolia Forssk.
- Indigofera schimperi Jaub. & Spach
- Indigofera semitrijuga Forssk.
- Indigofera spiniflora Boiss.
- Indigofera spinosa Forssk.
- Indigofera trita L.f.
- Indigofera volkensii Taub.
- Lotononis platycarpa (Viv.) Pic.Serm.
- Lotus arabicus L.
- Medicago laciniata (L.) Mill.
- Medicago minima (L.) L.
- Medicago polymorpha L.
- Melilotus indicus (L.) All.
- Microcharis tritoides (Baker) Schrire
- Ononis reclinata L.
- Parkinsonia aculeata L.
- Parkinsonia scioana (Chiov.) Brenan
- Prosopis chilensis (Molina) Stuntz
- Ptycholobium plicatum (Oliv.) Harms
- Rhynchosia malacophylla (Spreng.) Bojer
- Rhynchosia minima (L.) DC.
- Senna alexandrina Mill.
- Senna holosericea (Fresen.) Greuter.
- Senna italica subsp. italica Mill.
- Senna obtusifolia (L.) H.S.Irwin & Barneby.
- Senna occidentalis (L.) Link.
- Sesbania pachycarpa DC.
- Taverniera oligantha (Franch.) Thulin
- Taverniera schimperi Jaub. & Spach
- Tephrosia heterophylla Vatke
- Tephrosia purpurea (L.) Pers.
- Tephrosia uniflora Pers.
- Trifolium arvense L.
- Trifolium campestre Schreb.
- Trigonella glabra Thunb.
- Vigna frutescens A.Rich.
- Vigna membranacea subsp. caesia (Chiov.) Verdc.
- Vigna membranacea subsp. membranacea A.Rich.

### Geraniaceae
- Geranium favosum Hochst. ex A. Rich.
- Geranium mascatense Boiss.
- Geranium ocellatum Cambess.
- Geranium trilophum Boiss.

### Gisekiaceae
- Gisekia pharnacioides L.

### Hernandiaceae
- Gyrocarpus hababensis Chiov.

### Iridaceae
- Gladiolus candidus (Rendle) Goldblatt

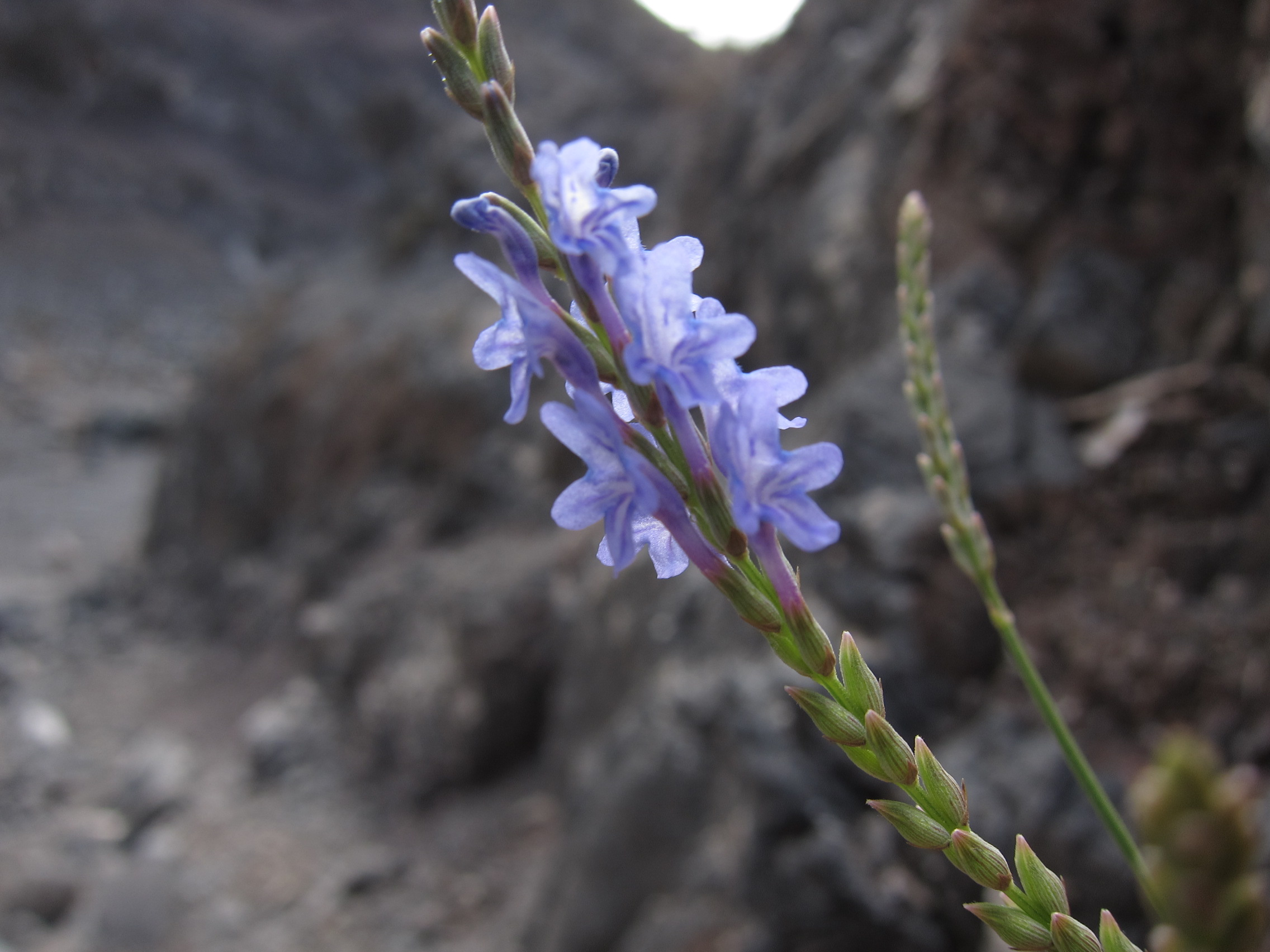
Lavandula coronopifolia (Lamiaceae) dans les Monts Goda.

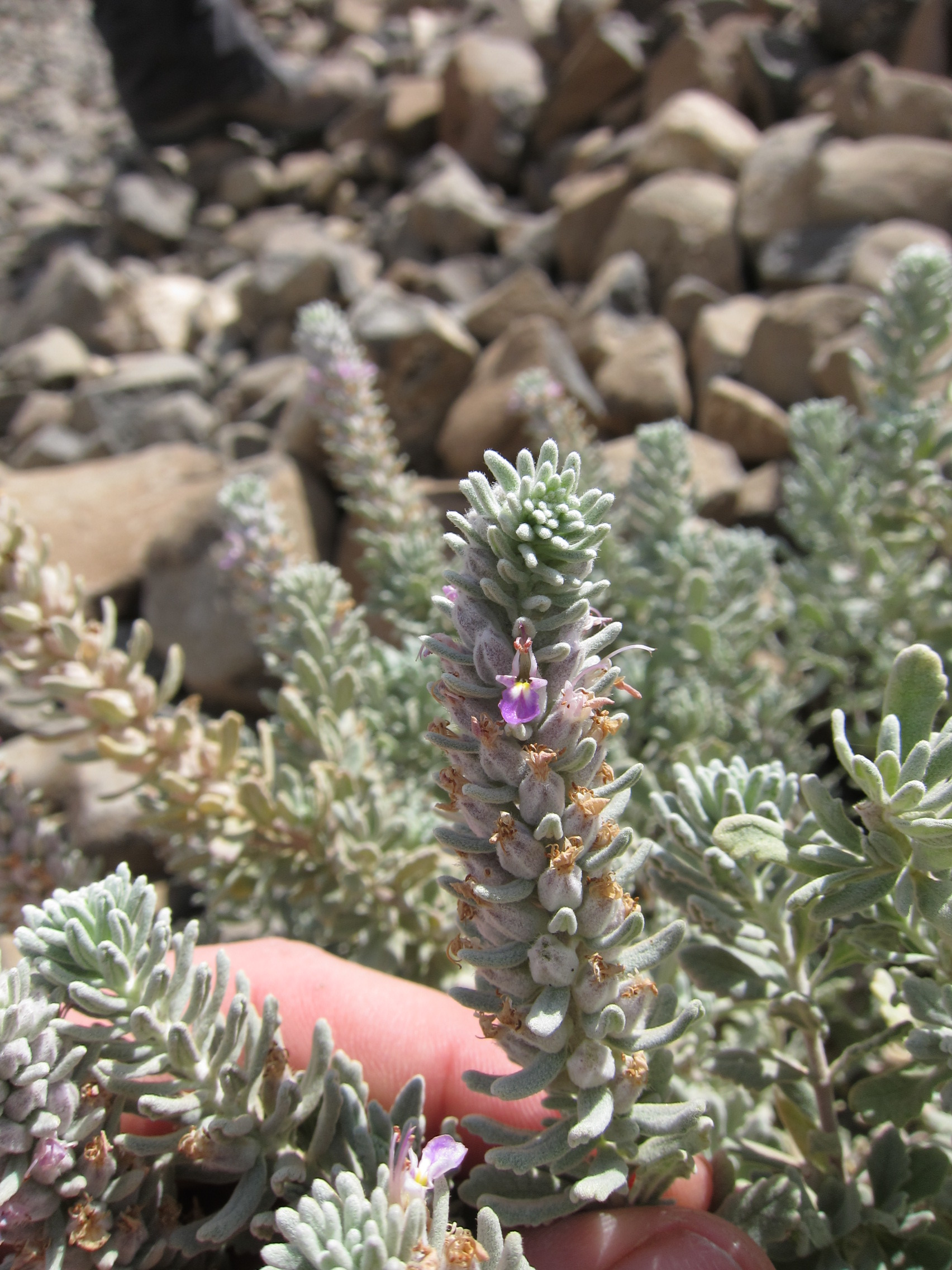
Teucrium yemense (Lamiaceae) près d'Ali Sabieh, Djibouti.

### Lamiaceae
- Clinopodium abyssinicum (Benth.) Kuntze
- Endostemon tenuiflorus (Benth.) M.R.Ashby
- Lavandula coronopifolia Poir.
- Leucas abyssinica (Benth.) Briq.
- Leucas glabrata (Vahl) R.Br. ex Sm.
- Leucas martinicensis (Jacq.) R.Br.
- Leucas nubica Benth.
- Micromeria imbricata (Forssk.) C.Chr.
- Nepeta azurea R.Br. ex Benth.
- Nepeta biloba Hochst. ex Benth.
- Ocimum americanum L.
- Ocimum filamentosum Forssk..
- Ocimum obovatum E.Mey. ex Benth.
- Orthosiphon pallidus Royle ex Benth.
- Otostegia fruticosa (Forssk.) Schweinf. ex Penzig
- Otostegia fruticosa subsp. schimperi Sebald
- Plectranthus aegyptiacus (Forssk.) C.Chr.
- Plectranthus cuneatus (Baker f.) Ryding
- Plectranthus cylindraceus Hochst. ex Benth.
- Plectranthus hadiensis (Forssk.) Schweinf.
- Plectranthus igniarius (Schweinf.) Agnew
- Plectranthus lanuginosus Agnew
- Plectranthus otostegioides (Gürke) Ryding
- Plectranthus rupestris Vatke ex Baker
- Plectranthus tenuiflorus (Vatke) Agnew
- Rotheca myricoides (Hochst.) Steane & Mabb.
- Rotheca myricoides var. discolor  (Klotzsch) Verdc.
- Scutellaria arabica Jaub. & Spach
- Teucrium yemense Deflers

### Linaceae
- Linum strictum L.

### Loasaceae
- Kissenia arabica R. Br. ex Chiov.

### Lophiocarpaceae
- Corbichonia decumbens (Forssk.) Exell

### Loranthaceae
- Oncocalyx schimperi (Hochst. ex A. Rich.) M. G. Gilbert
- Plicosepalus curviflorus (Benth. ex Oliv.) Tiegh.
- Plicosepalus nummulariifolius (Franch.) Wiens & Polhill
- Tapinanthus globiferus (A. Rich.) Tiegh.

### Lythraceae
- Ammania baccifera L.
- Woodfordia uniflora (A. Rich.) Koehne

### Menispermaceae
- Cocculus pendulus (J.R.Forst. & G.Forst.) Diels

### Molluginaceae
- Glinus lotoides L.
- Mollugo cerviana (L.) Ser. ex DC.
- Mollugo nudicaulis Lam.

### Malvaceae
- Abutilon bidentatum Hochst. ex A.Rich.
- Abutilon fruticosum Guill. & Perr.
- Abutilon hirtum (Lam.) Sweet
- Abutilon pannosum (G.Forst.) Schltdl.
- Corchorus depressus (L.) Stocks
- Corchorus olitorius L.
- Corchorus schimperi Cufod.
- Corchorus trilocularis L.
- Dombeya burgessiae  Gerrard ex Harv.
- Grewia bicolor Juss. var. bicolor
- Grewia erythraea Schweinf.
- Grewia tenax (Forssk.) Fiori
- Grewia velutina (Forssk.) Lam.
- Grewia villosa Willd.
- Hibiscus aponeurus Sprague & Hutch.
- Hibiscus ferrugineus Cav.
- Hibiscus fuscus Garcke
- Hibiscus hildebrandtii Sprague & Hutch.
- Hibiscus micranthus L.f.
- Hibiscus somalensis Franch.
- Hibiscus trionum L.
- Hibiscus vitifolius L.
- Malva parviflora  L.
- Pavonia arabica Hochst. ex Steud.
- Pavonia hildebrandtii Gürke ex Ulbr.
- Pavonia procumbens (Walk, et Arn.) Walp.
- Senra incana Cav.
- Sida alba L.
- Sida ovata Forssk.
- Triumfetta flavescens Hochst. ex A.Rich.

### Moraceae
- Dorstenia foetida Schweinf.
- Ficus abutilifolia (Miq.) Miq.
- Ficus cordata Thunb.
- Ficus exasperata Vahl
- Ficus glumosa Delile
- Ficus ingens (Miq.) Miq.
- Ficus palmata Forssk.
- Ficus platyphylla Delile
- Ficus populifolia Vahl
- Ficus sycomorus L.
- Ficus thonningii Blume
- Ficus vasta Forssk.

### Moringaceae
- Moringa peregrina (Forssk.) Fiori

### Myrsinaceae
- Maesa lanceolata Forssk.

### Nyctignaceae
- Boerhavia ambigua (Meikle) Govaerts
- Boerhavia coccinea Mill.
- Boerhavia diffusa L.
- Boerhavia elegans Choisy
- Boerhavia helenae Roem. & Schult.
- Boerhavia squarrosa Heimerl
- Commicarpus grandiflorus (A.Rich.) Standl.

### Olacaceae
- Ximenia americana L.

### Oleaceae
- Jasminum grandiflorum subsp. floribundum (R.Br. ex Fresen.)P.S.Green
- Olea europaea subsp. cuspidata (Wall. & G.Don) Cif.

### Ophioglossaceae

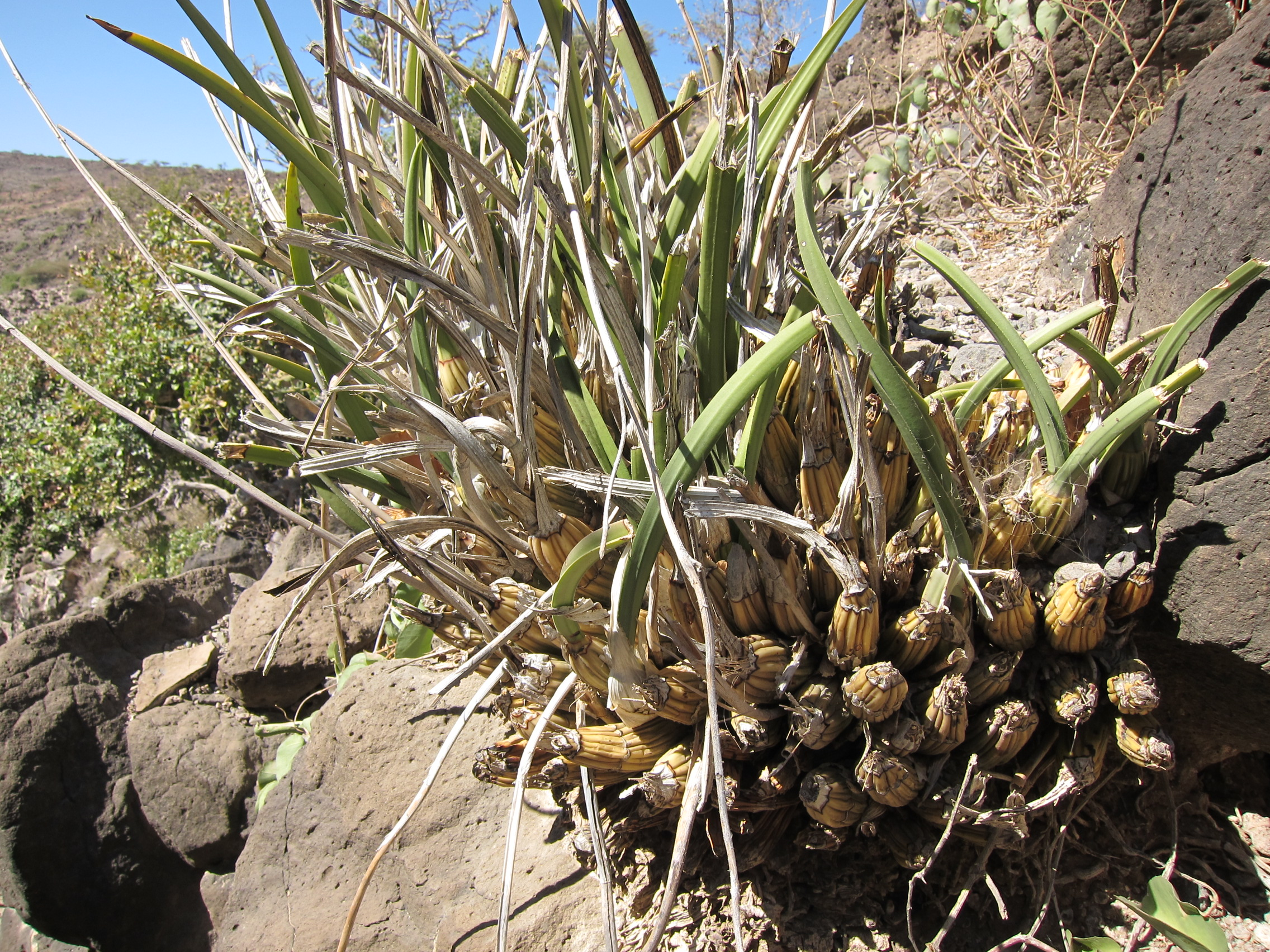
Eulophia petersii (Orchidaceae) dans les Monts Goda.

- Ophioglossum polyphyllum A.Braun

### Orchidaceae
- Eulophia petersii  (Rchb. f.) Rchb. f.
- Holothrix arachnoidea (A.Rich.) Rchb.f.

### Orobanchaceae
- Cistanche phelypaea (L.) Cout.
- Orobanche abyssinica A.Rich.
- Striga hermonthica (Delile) Benth.

### Oxalidaceae
- Oxalis corniculata L.

### Papaveraceae
- Fumaria abyssinica Hammar
- Papaver dubium L.

### Passifloraceae
- Adenia venenata Forssk.

### Pittosporaceae
- Pittosporum viridiflorum  Sims

### Polygonaceae
- Oxygonum sinuatum (Hochst. & Steud ex Meisn.) Dammer
- Rumex vesicarius L.

### Portulacaceae
- Portulaca oleracea L.
- Portulaca quadrifida L.
- Talinum caffrum (Thunb.) Eckl. & Zeyh.

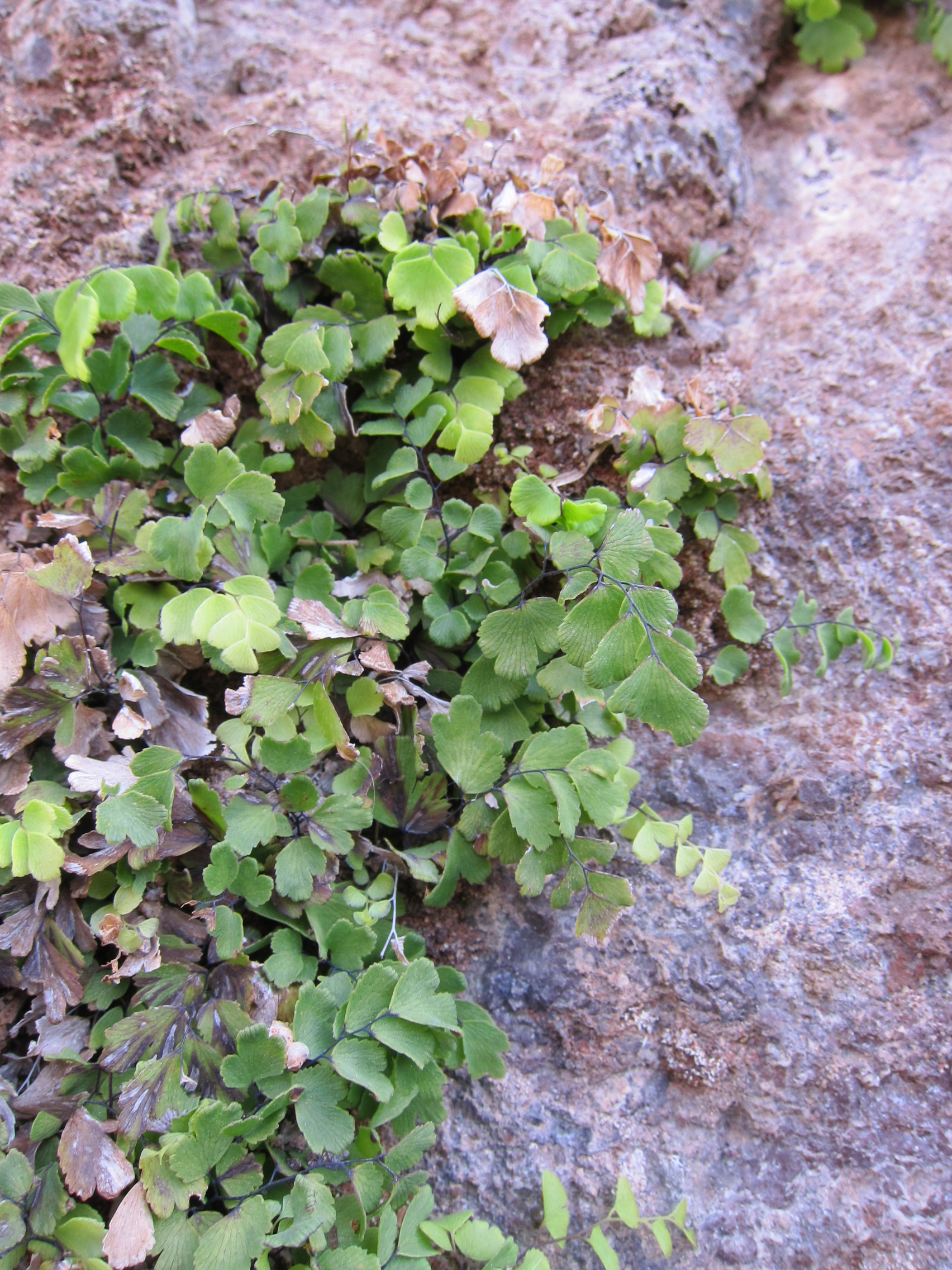
Adiantum capillus-veneris (Pteridaceae) dans les Monts Goda, Djibouti

### Pteridaceae
- Actiniopteris semiflabellata Pic. Serm.
- Actiniopteris radiata (Sw.) Link
- Adiantum balfourii Bak.in Hk.
- Adiantum capillus-veneris L.
- Aleuritopteris farinosa (Forssk.) Fée
- Allosorus acrosticus (Balb.) Christenh.
- Allosorus coriaceus (Decne.) Christenh.
- Anogramma leptophylla (L.) Link
- Onychium divaricatum (Poir.) Alston
- Pteris vittata L.

### Plantaginaceae
- Campylanthus junceus Edgew.

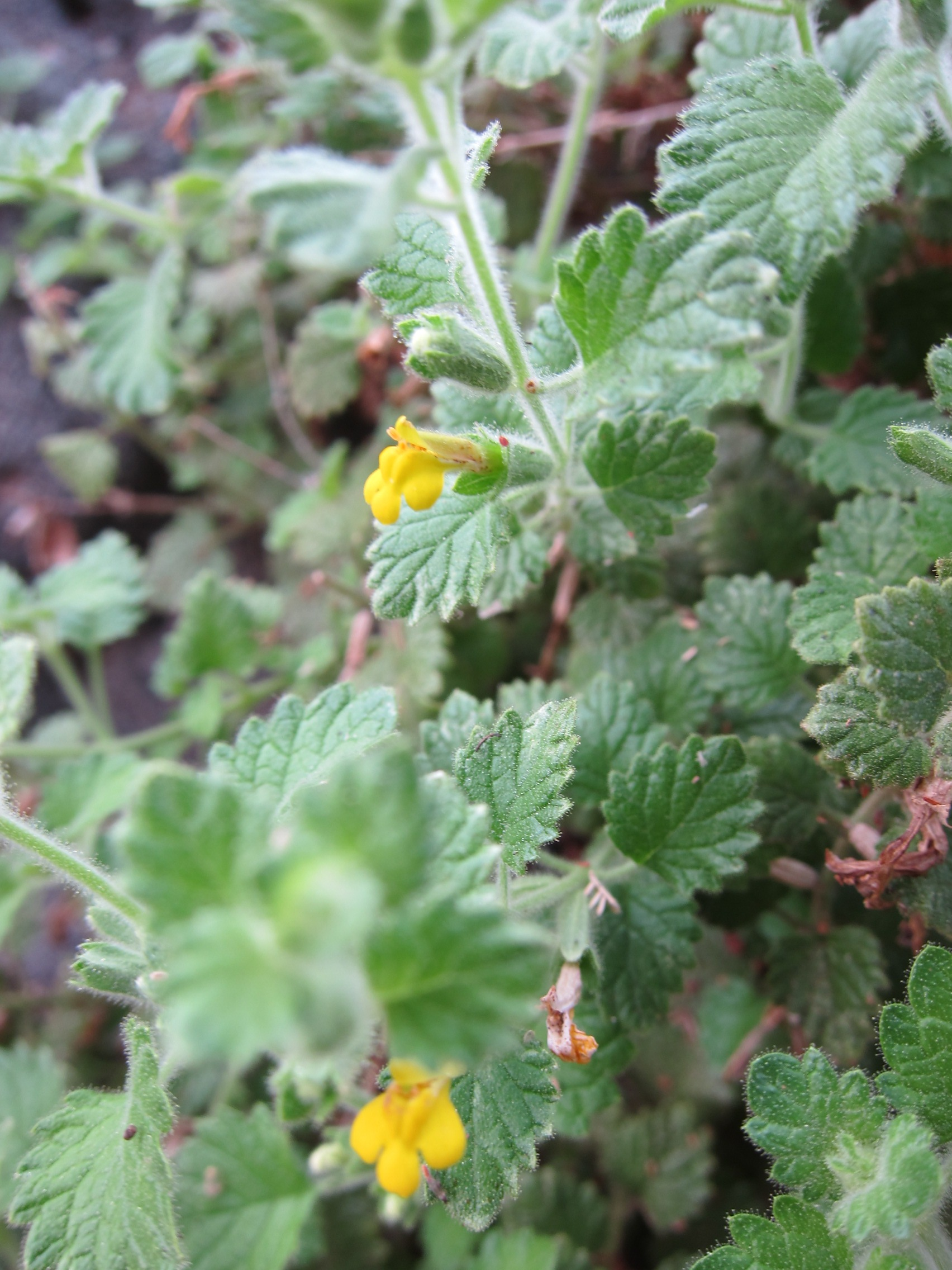
Lindenbergia sinaica (Plantaginacae) près de Tadjourah, Djibouti

- Kickxia asparagoides (Schweinf.) Cufod.
- Kickxia hastata (R.Br. ex Benth.) Dandy
- Kickxia heterophylla (Schousb.) Dandy
- Lindenbergia indica Kuntze
- Lindenbergia sinaica Benth.
- Misopates orontium (L.) Raf.
- Plantago amplexicaulis Cav.
- Plantago lanceolata L.
- Schweinfurthia pterosperma A.Braun

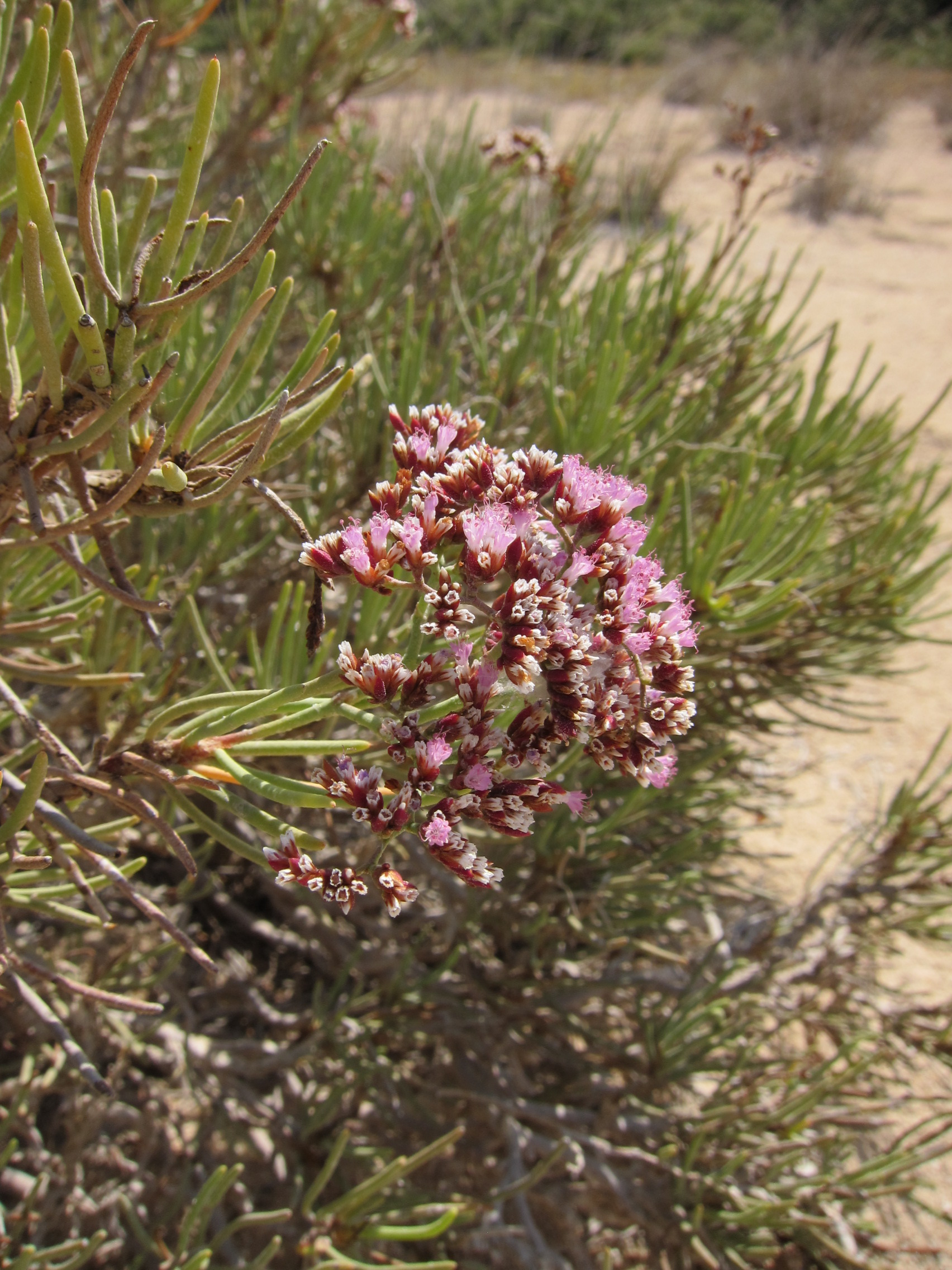
Limonium axillare (Plumbaginaceae) sur l'île Moucha, Djibouti.

- Veronica anagallis-aquatica L.

### Plumbaginaceae
- Limonium axillare (Forssk.) Kuntze
- Limonium cylindrifolium (Forssk.) Verdc.

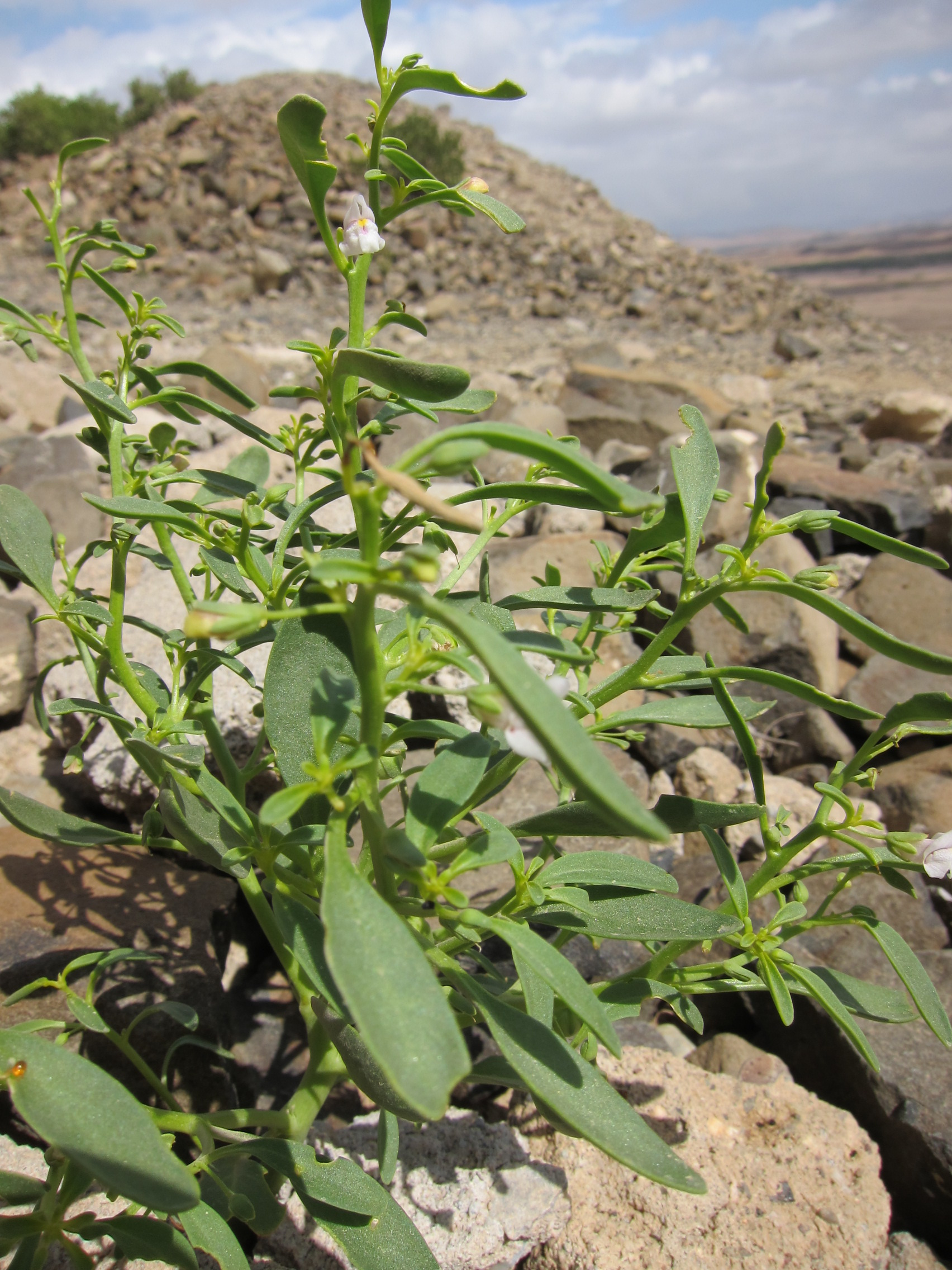
Schweinfurthia pterosperma (Plantaginaceae) A.Braun, près d'Ali Sabieh, Djibouti.

- Plumbago zeylanica L.

### Polygalaceae
- Polygala abyssinica R.Br. ex Fresen.
- Polygala erioptera DC.
- Polygala goudahensis Paiva
- Polygala irregularis Boiss.
- Polygala obtusissima  Hochst. ex Chodat
- Polygala senensis Klotzsch

### Ranunculaceae
- Clematis hirsuta Guill. & Perr.
- Delphinium dasycaulon Fresen.

### Resedaceae
- Reseda amblycarpa Fresen.

### Rhamnaceae
- Rhamnus staddo A. Rich.
- Ziziphus abyssinicav  Hochst.
- Ziziphus mucronata Willd.
- Ziziphus spina-christi var. microphylla Hochst.

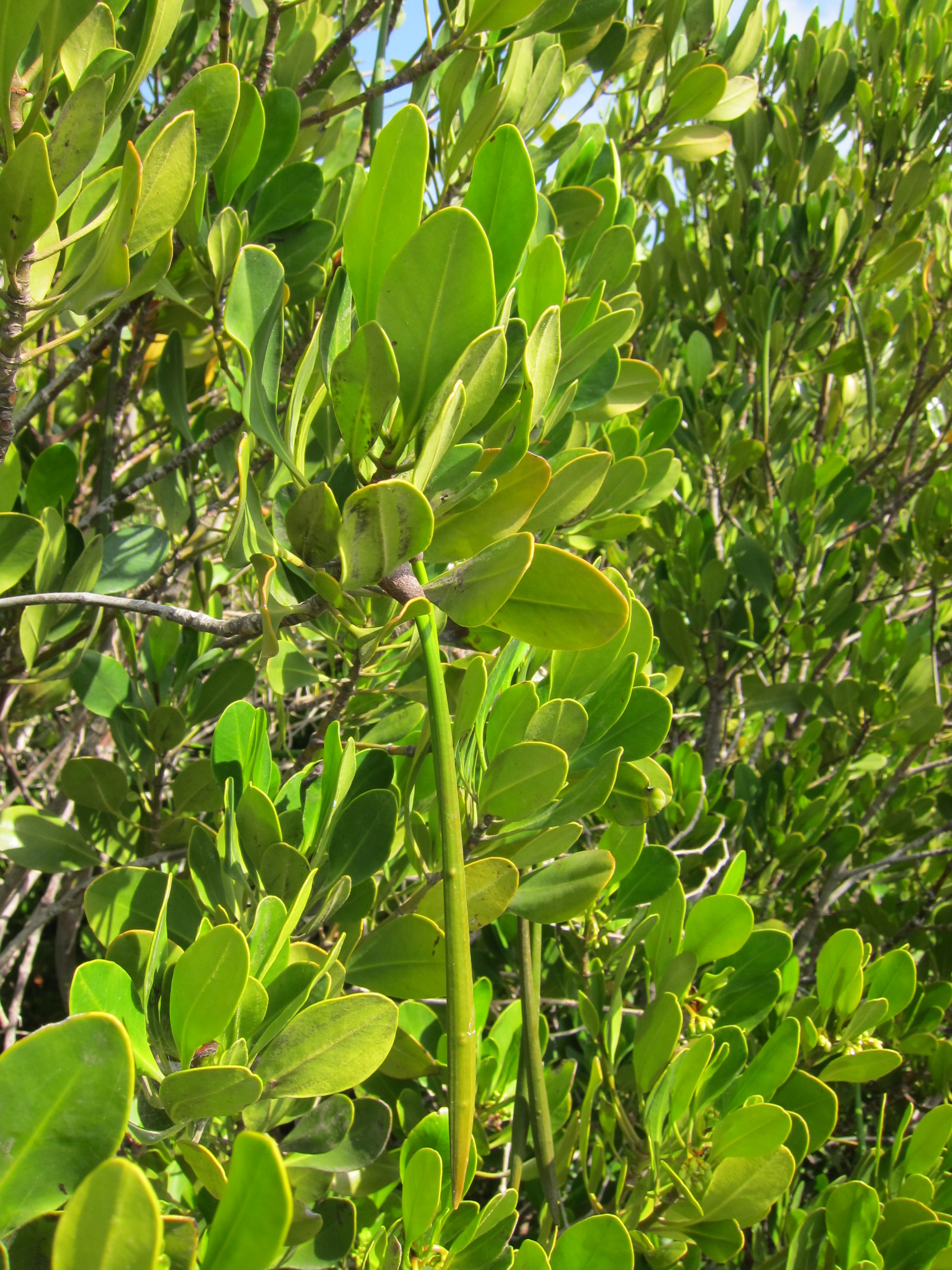
Ceriops tagal (Rhizophoraceae) sur l'île Moucha, Djibouti.

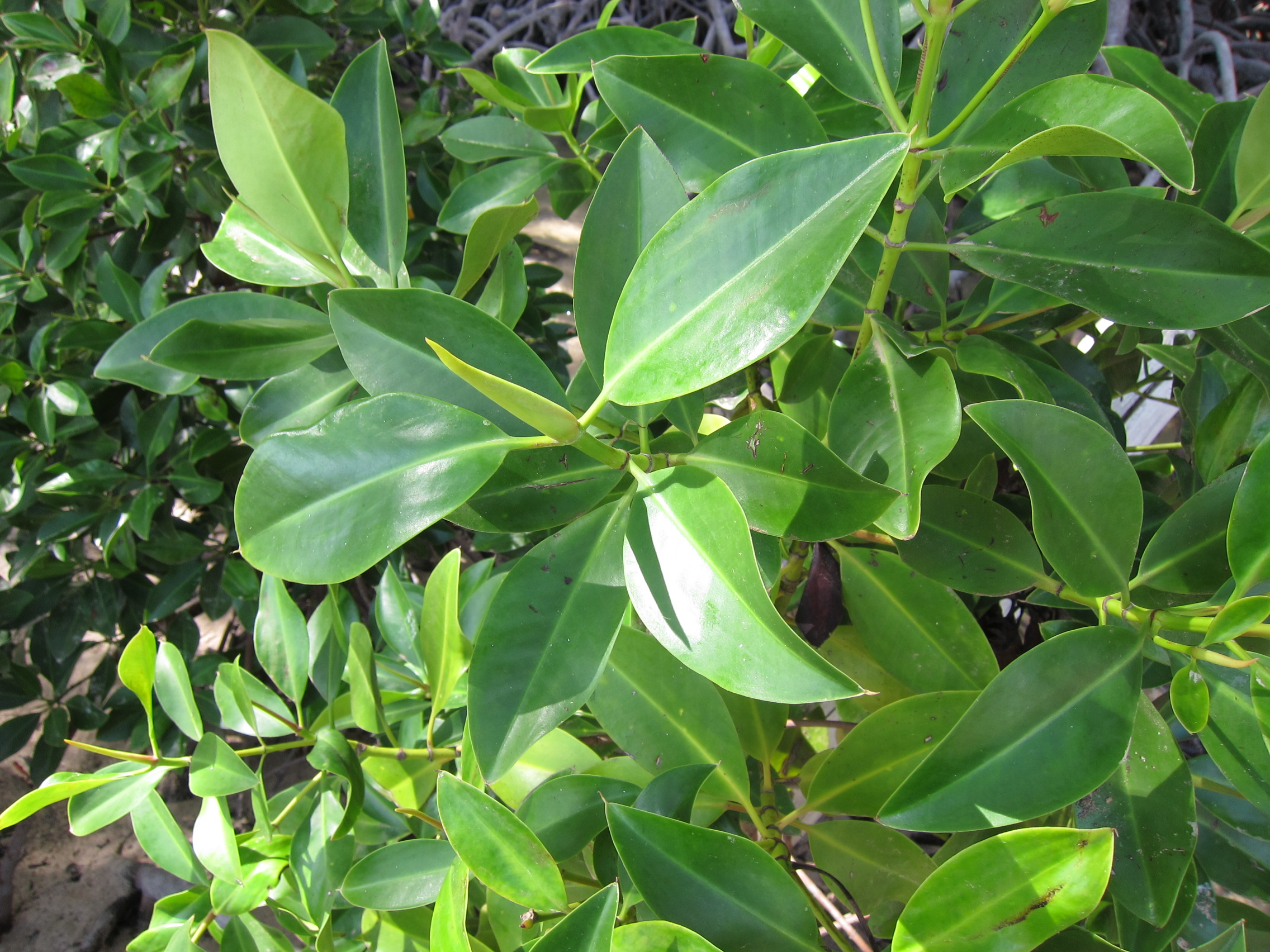
Rhizophora mucronata (Rhizophoraceae) sur l'île Moucha, Djibouti.

### Rhizophoraceae

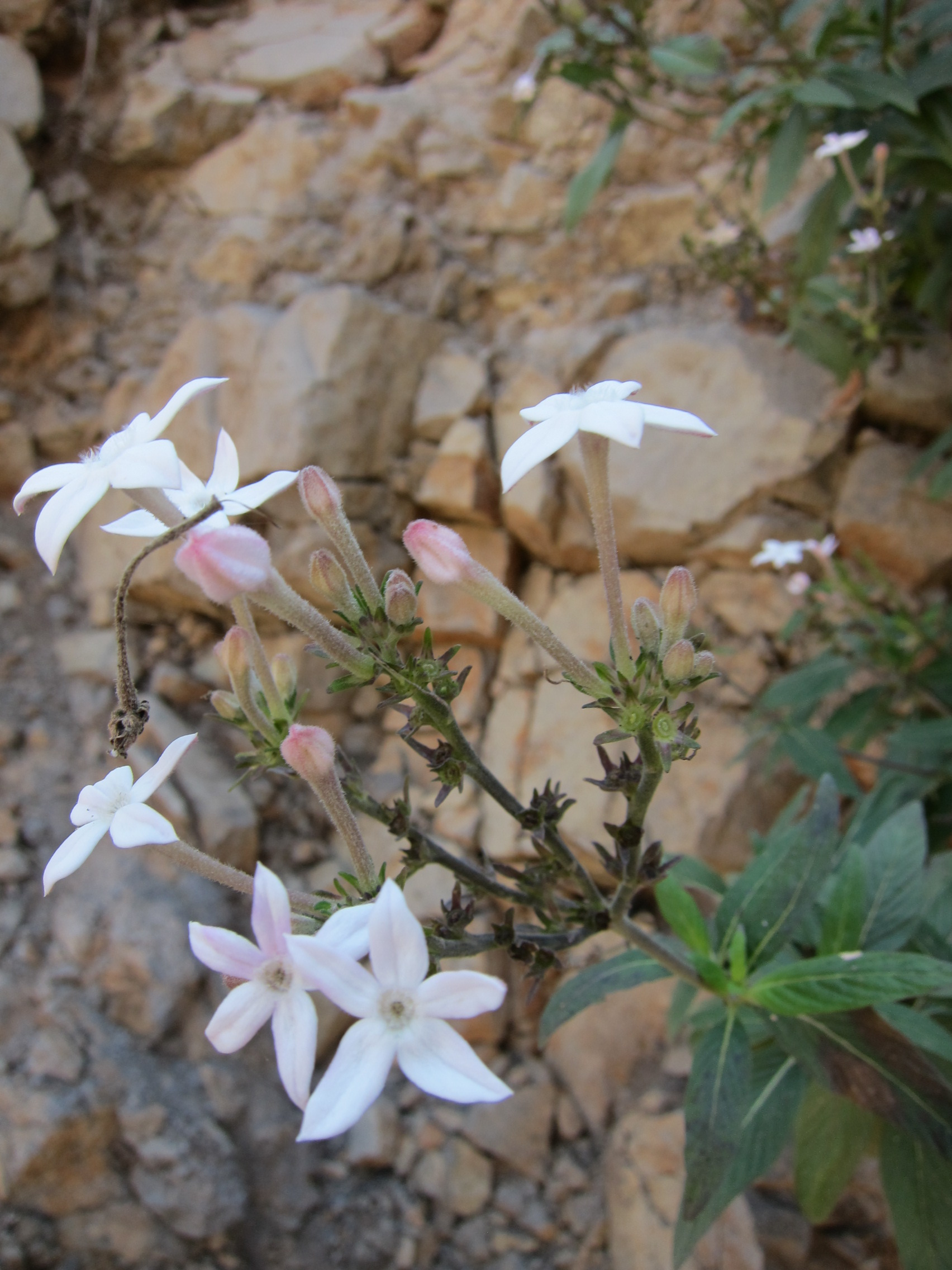
Pentas lanceolata (Rubiaceae) dans la Forêt du Day.

- Bruguiera gymnorhiza (L.) Lam.
- Ceriops tagal (Perr.) C.B.Rob.
- Rhizophora mucronata Lam.

### Rubiaceae
- Coptosperma graveolens  (S. Moore) Degreef
- Galium acrophyum  Hochst. ex Chiov.
- Galium setaceum subsp. decaisnei  (Boiss.) Ehrend.
- Galium spurium subsp. africanum  Verdc.
- Kohautia aspera  (Roth) Bremek.
- Kohautia caespitosa  Schnizl.
- Pentanisia longituba  (Franch.) Oliv.
- Pentas lanceolata  (Forssk.) Deflers
- Valantia hispida  L.

### Rutaceae
- Vepris glomerata Engl.
- Vepris nobilis (Delile) Mziray

### Salvadoraceae
- Dobera glabra (Forssk.) Juss. ex Poir.
- Salvadora persica L.

### Sapindaceae
- Cardiospermum corindum L.
- Dodonaea viscosa (L.) Jacq.
- Dodonaea viscosa  var. angustifolia (L. f.) Benth.
- Mimusops laurifolia  (Forssk.) Friis
- Pappea capensis  Eckl. & Zeyh.
- Sideroxylon mascatense  (A.DC.) T.D.Penn.

### Scrophulariaceae
- Anticharis arabica Endl.
- Anticharis glandulosa Asch.
- Lindenbergia indica (L.) Vatke
- Scrophularia arguta Aiton

### Solanaceae
- Datura innoxia Mill.
- Lycium shawii Roem. & Schult.
- Nicandra physalodes (L.) Gaertn.
- Physalis angulata L.
- Solanum concarense Hunz.
- Solanum cordatum Forssk.
- Solanum forskalii Dunal
- Solanum incanum L.
- Solanum marginatum L. f.
- Solanum nigrum L.
- Solanum plebejum A. Rich.
- Solanum schimperianum Hochst.
- Solanum somalense Franch.
- Solanum thruppii C.H. Wright
- Solanum uollense Pic.Serm.
- Solanum villosum Mill.
- Withania grisea (Hepper & Boulos) Thulin

### Sterculiaceae
- Dombeya torrida (J.F.Gmel.) Bamps
- Melhania stipulosa J.R.I.Wood
- Sterculia africana (Lour.) Fiori

### Stilbaceae
- Nuxia oppositifolia  (Hochst.) Benth.

### Tamaricaceae
- Tamarix aphylla (L.) H. Karst.
- Tamarix nilotica (Ehrenb.) Bunge

### Ulmaceae

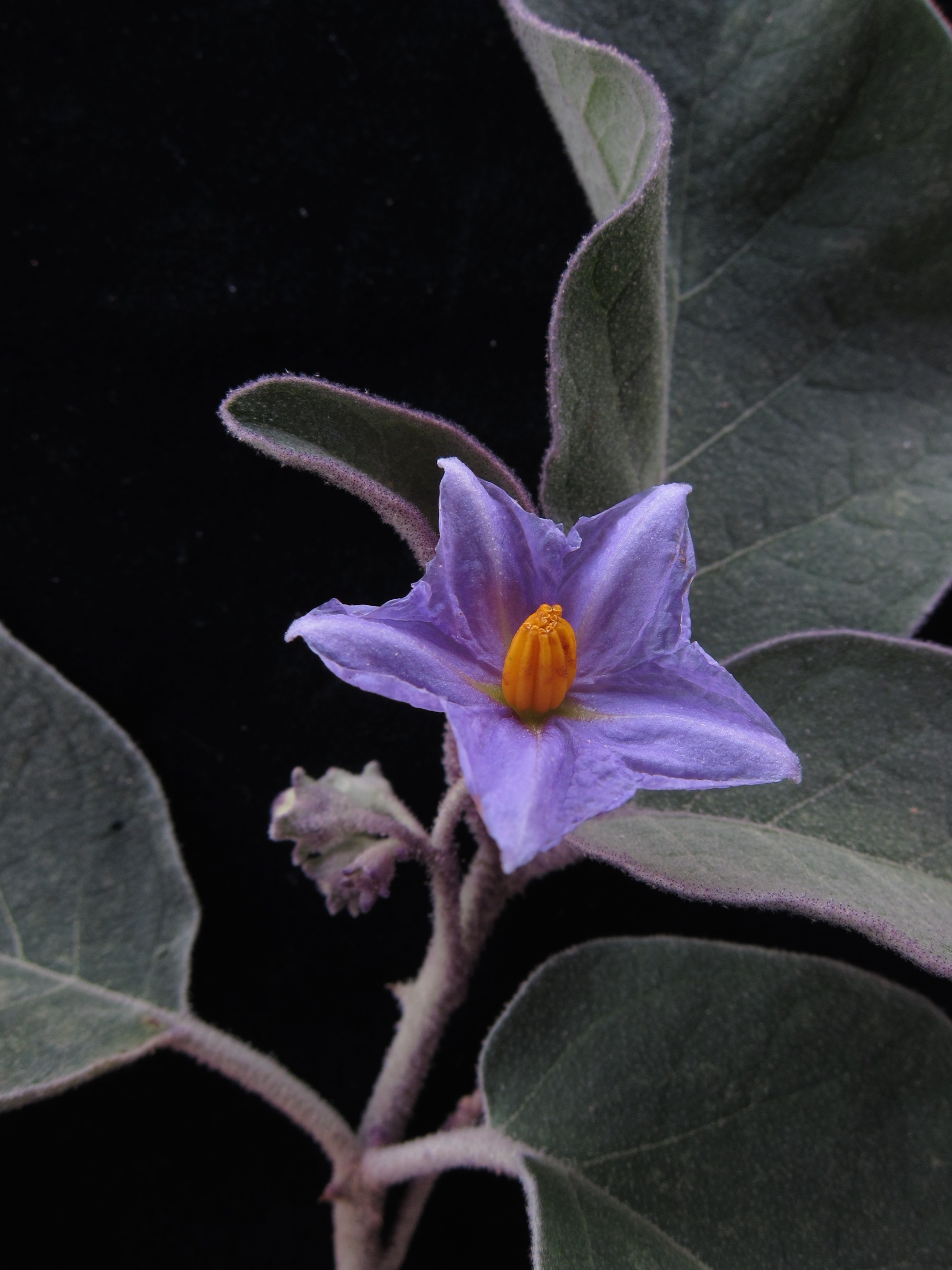
Solanum incanum (Solanaceae) dans les Monts Goda, Djibouti

- Trema orientalis  (L.) Blume

### Urticaceae
- Forsskaolea tenacissima L.
- Forsskaolea viridis Ehrenb. ex Desf.

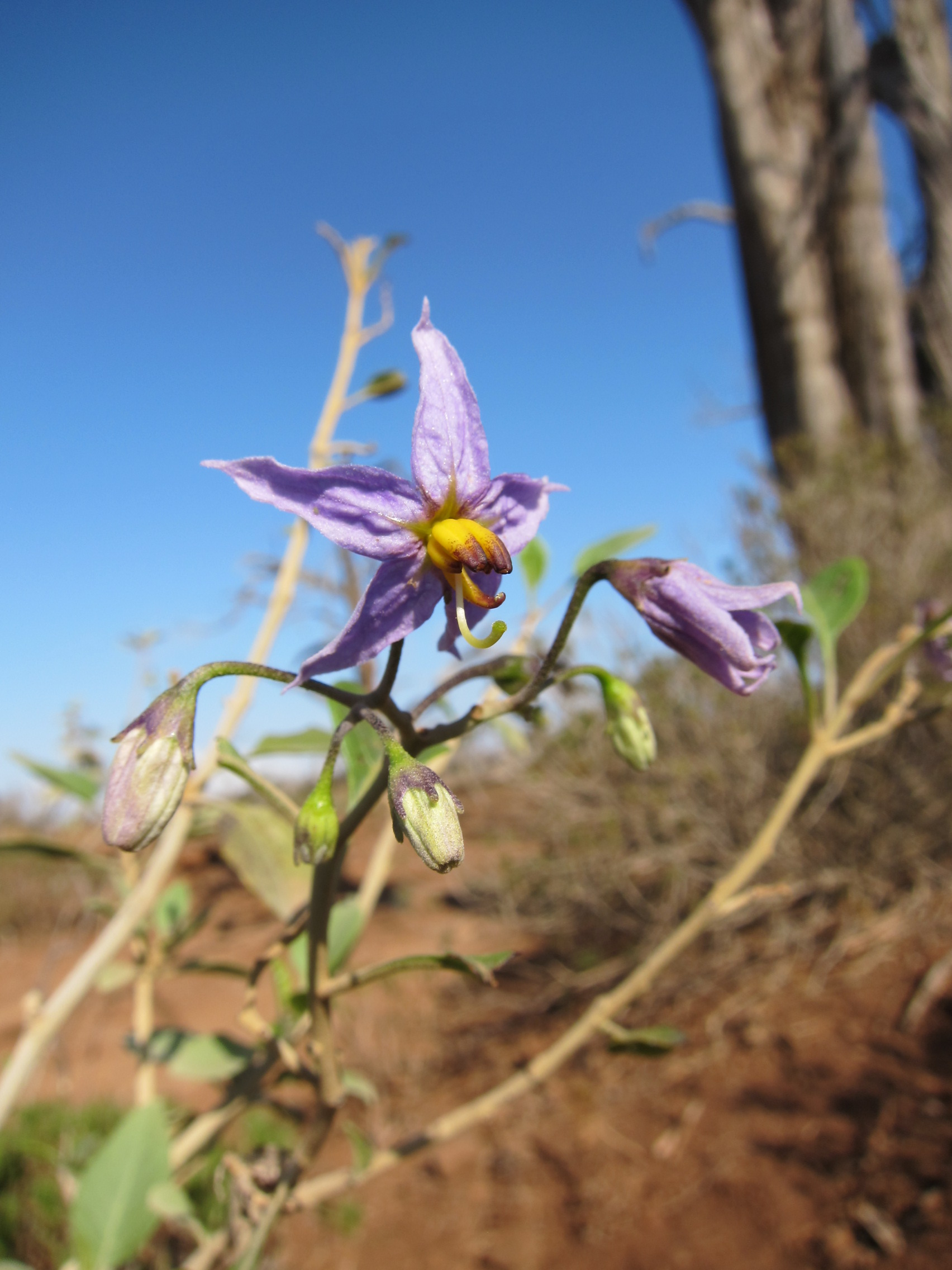
Solanum somalense (Solanaceae) derrière la villa du Gouverneur, Forêt du Day, Djibouti.

- Parietaria debilis G.Forst.

### Vahliaceae
- Vahlia geminiflora (Delile) Bridson

### Verbenaceae
- Chascanum hildebrandtii Fenzl ex Walp.
- Chascanum marrubiifolium Fenzl ex Walp.
- Lantana petitiana A.Rich.
- Lantana viburnoides (Forssk.) Vahl
- Lantana viburnoides var. kisi (A.Rich.) Verdc.
- Phyla nodiflora (L.) Greene
- Premna resinosa (Hochst.) Schauer
- Priva adhaerens  (Forssk.) Chiov.
- Priva meyeri  Jaub. & Spach
- Priva tenax  Verdc.

### Vitaceae
- Cissus quadrangularis L.
- Cissus rotundifolia Vahl
- Cyphostemma cyphopetalum (Fresen.) Desc. ex Wild & R.B.Drumm.
- Cyphostemma digitatum (Forssk.) Desc.
- Rhoicissus revoilii Planch.

### Violaceae
- Hybanthus enneaspermus (L.) F.Muell.
- Viola cinerea var. stocksii (Boiss.) W. Becker

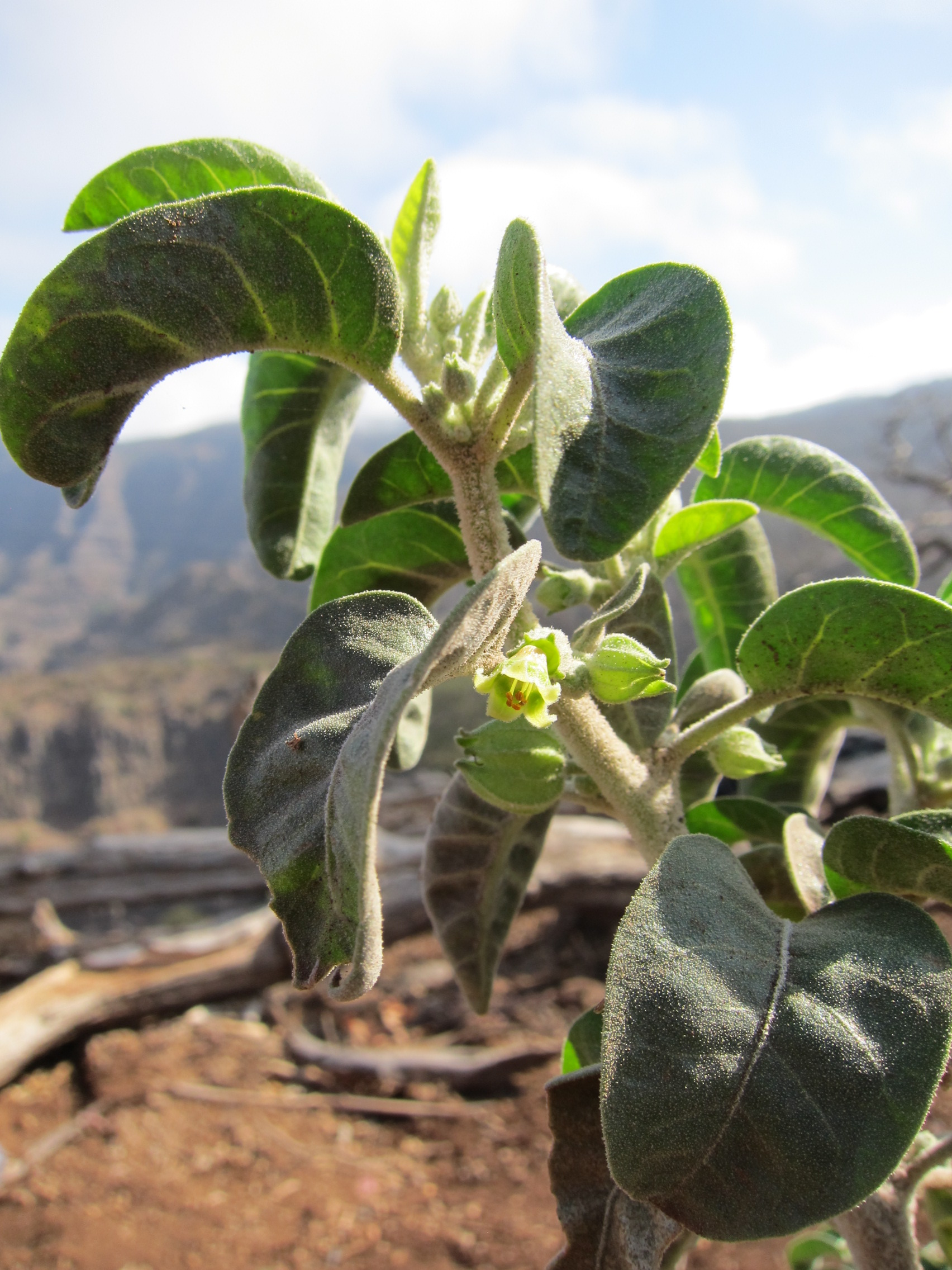
Withania grisea (Solanaceae) dans la Forêt du Day, près de l'ancienne maison du Gouverneur.

### Zygophyllaceae
- Balanites aegyptiaca (L.) Delile
- Balanites rotundifolia (Tiegh.) Blatt.
- Fagonia arabica L.
- Fagonia bruguieri DC.
- Fagonia indica Burm.f.
- Fagonia luntii Baker
- Fagonia paulayana J.Wagner & Vierh.
- Tribulus cistoides L.
- Tribulus mollis Ehrenb.
- Tribulus parvispinus C.Presl
- Tribulus pentandrus Forssk.
- Tribulus terrestris L.
- Zygophyllum album L.f.
- Zygophyllum simplex L.